# Indian Railways

Streckennetz von Indian Railways (2006)

Indian Railways, abgekürzt IR, auf Hindi भारतीय रेल (bhāratīya rel, Bharatiya Rel) ist die staatliche indische Eisenbahngesellschaft. Als Staatsbahn betreibt sie den größten Teil des landesweiten Schienenverkehrs und die Metro Kolkata. Indian Railways transportiert jährlich über acht Milliarden Passagiere und mehr als eine Milliarde Tonnen Fracht. Jeden Tag fahren ungefähr 12.000 Reisezüge, die von 23 Millionen Reisenden benutzt werden, und 7000 Güterzüge, die drei Millionen Tonnen Fracht befördern. Indian Railways gehört zusammen mit China Railways, den Russischen Eisenbahnen und den Nordamerikanischen Eisenbahnen zu den einzigen Eisenbahnnetzen, die pro Jahr mehr als 1 Milliarde Tonnen Güter auf dem Schienenweg befördern. Die Eisenbahngesellschaft ist mit 1,3 Millionen Angestellten einer der weltweit größten Arbeitgeber.

## Geschichte

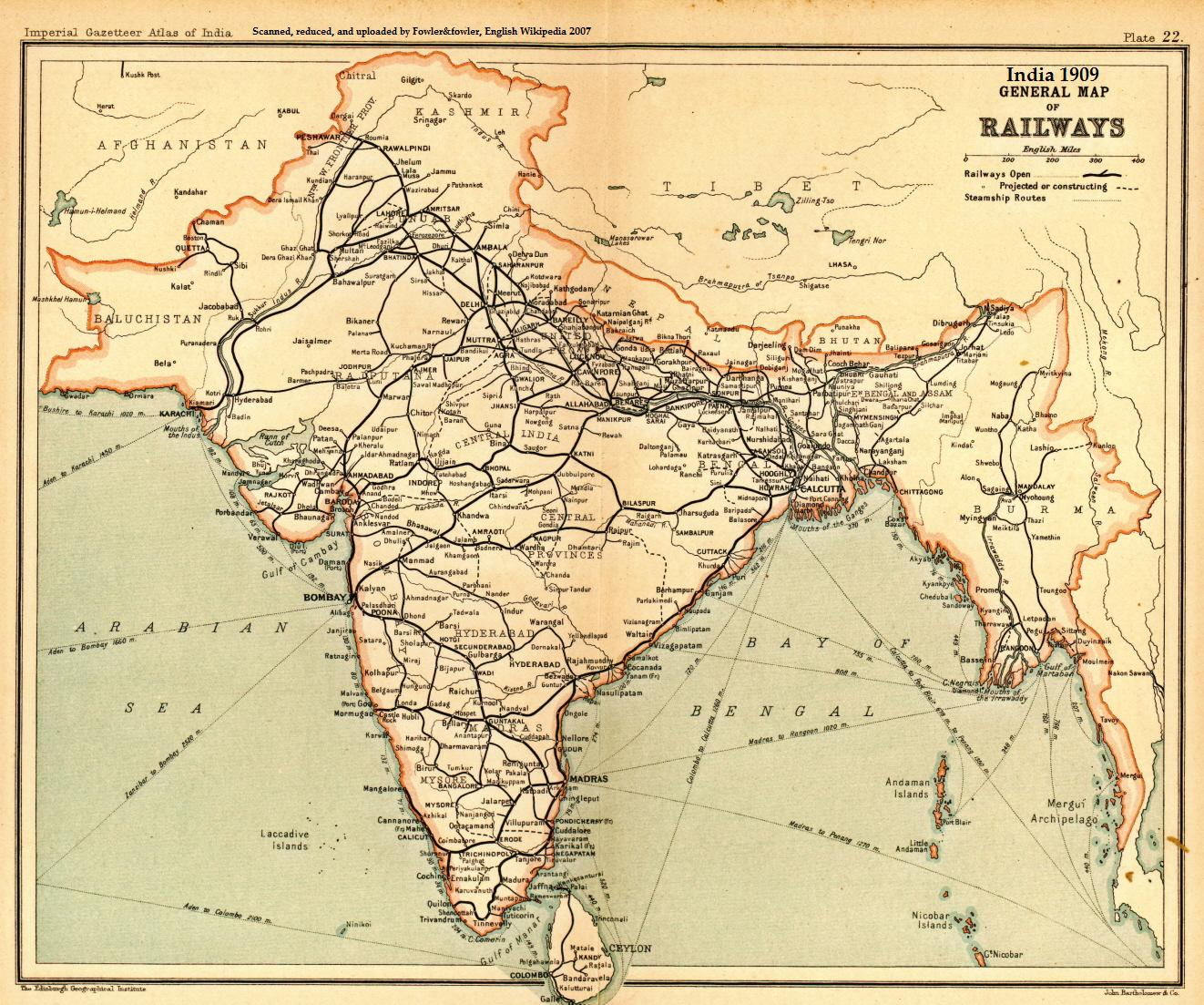
Das Eisenbahnnetz von Britisch-Indien im Jahr 1909 umfasste etwa 40.000 km.

Indiens erster Zug verkehrte am 16. April 1853 zwischen Bombay und Thane. Er gehörte der Great Indian Peninsular Railway, einer privaten Eisenbahngesellschaft, welche von der East India Company die Konzession zum Bau der ersten Eisenbahn in Asien erhalten hatte. Bereits vier Jahrzehnte später verband das von privaten Gesellschaften mit Hilfe der britischen Kolonialverwaltung aufgebaute Eisenbahnnetz alle wichtigen Landesteile miteinander. Bis 1860 vergrößerte sich das Streckennetz auf 1.350 Kilometer.
Die Finanzlage der meisten Bahngesellschaften war schlecht. Schuld daran waren die hohen Baukosten für die Breitspurstrecken und die geringen Betriebseinnahmen, welche immer wieder eine Bezuschussung durch die Kolonialregierung notwendig machte und somit auch deren Finanzlage in Mitleidenschaft zog. Lord Mayo, der ab 1869 Vizekönig von Indien war, versuchte die Lage unter Kontrolle zu bringen, indem er begann die privaten Eisenbahngesellschaften zu verstaatlichen und den Bau von Meterspurstrecken förderte. 1880 war das Streckennetz bereits auf 14.977 km gewachsen, 1900 auf 36.188 km. Am 31. Dezember 1877 waren die Indian State Railways im Besitz von 162 Dampflokomotiven, 518 Personenwagen und 2469 Güterwagen. Bis 1930 vergrößerte sich das Schienennetz auf 52.000 km Länge.
In den Jahren 1960/61 besaß Indian Railways eine Flotte von 10.312 Dampflokomotiven. Und bis 1970 wurden weitere Breitspur-Dampfloks von den Chittaranjan Locomotive Works hergestellt. Die letzte wurde am 30. Juni 1970 ausgeliefert. Die Produktion von Meterspur-Dampflokomotiven wurde erst 1972 eingestellt. Die letzte Lok wurde am 5. Februar 1972 abgeliefert. Indien war neben China das letzte Dampflokreservat der Welt. Ende der 80er Jahre waren noch über 4.000 Dampflokomotiven auf dem fast 62.000 Kilometer großen Schienennetz im Betrieb. Seinerzeit das zweitgrößte Schienennetz der Welt (Auf Platz 1 stand das Schienennetz der Sowjetunion). Wie in China stellte die Eisenbahn auch in Indien damals das wichtigste Verkehrsmittel dar. Sie verband alle bedeutenden Städte und schätzungsweise 15 Mio. Menschen fuhren täglich mit der Bahn. Vor allem die Baureihen WG und WP waren im Personenverkehr noch stark vertreten. Rund 2 Mio. Arbeiter besaß die Indische Eisenbahn zu diesem Zeitpunkt. Nach offiziellen Angaben der damaligen Regierung sollte der Einsatz von Dampflokomotiven bis zum Jahr 2000 eingestellt werden. Denn Ende der 80er Jahre waren weniger als 10.000 Kilometer Strecke unter Fahrdraht. Und auch die Verdieselung zog sich sehr lange hin. Denn Dieselöl waren weitaus teurer als Kohle. Zumal Indien wie China zu den größten Steinkohleförderern der Welt zählte. Doch der Strukturwandel vollzog sich schneller als gedacht. Zum Jahreswechsel 1992/93 war der Dampflokbestand bereits auf 1.725 gesunken. Im Jahr 1995 wurde der Einsatz von Breitspur-Dampflokomotiven eingestellt.
1947 musste nach der Machtübergabe von England und der Teilung Britisch Indiens in Indien und Pakistan auch das Eisenbahnnetz geteilt werden. 1951 wurden die bis dahin existierenden verschiedenen Eisenbahngesellschaften zur heutigen Struktur von Indian Railways überführt. Aus den bisherigen Indian State Railways (ISR) wurden die Indian Railways (IR). Ab den 1960er Jahren begann der Umbau von Meterspurstrecken in Breitspurstrecken.
Im Jahr 2008 besaß Indien ein 63.028 Kilometer langes Schienennetz, auf dem jährlich 510 Mio. Tonnen Fracht und 4,8 Mrd. Reisende befördert wurden.
Ab 2014 wurden in großem Stil Elektrifizierungen umgesetzt. Jährlich wurden rund 6000 Kilometer Breitspurstrecke elektrifiziert. Bis Ende 2023 waren 60 000 Kilometer Strecke elektrifiziert, fast 40 000 Kilometer mehr als 2014.
2025 hat die Indian Railways einen detaillierten Projektbericht für eine 69,04 km lange Eisenbahnlinie fertiggestellt, die Kokrajhar in Assam mit Gelephu in Bhutan verbinden soll. Insgesamt soll die Strecke sechs neue Stationen und zahlreiche Brücken umfassen.

## Organisation
Der Geschäftssitz der Indian Railways ist in Neu-Delhi. Die Gesellschaft umfasst neben den 17 Regionalgesellschaften (Englisch: „Zonal Railways“) und der Gesellschaft zum Betrieb der Metro Kolkata auch eigene Produktionsbetriebe zum Bau und Unterhalt von Rollmaterial, sowie eigene Ingenieurbüros, Forschungseinheiten und Ausbildungsstätten. Zudem hält Indian Railways Beteiligungen an mehreren Gesellschaften, die im Bereich der Eisenbahn tätig sind.

### Regionalgesellschaften
| Name                       | Abk. | Hauptsitz        | Gründung         |
| -------------------------- | ---- | ---------------- | ---------------- |
| Northern Railway           | NR   | Delhi            | 14. April 1952   |
| North Eastern Railway      | NER  | Gorakhpur        | 1952             |
| Northeast Frontier Railway | NFR  | Guwahati         | 1958             |
| Eastern Railway            | ER   | Kolkata          | April 1952       |
| South Eastern Railway      | SER  | Kolkata          | 1955             |
| South Central Railway      | SCR  | Secunderabad     | 2. Oktober 1966  |
| Southern Railway           | SR   | Chennai          | 14. April 1951   |
| Central Railway            | CR   | Mumbai           | 5. November 1951 |
| Western Railway            | WR   | Mumbai           | 5. November 1951 |
| South Western Railway      | SWR  | Hubballi-Dharwad | 1. April 2003    |
| North Western Railway      | NWR  | Jaipur           | 1. Oktober 2002  |
| West Central Railway       | WCR  | Jabalpur         | 1. April 2003    |
| North Central Railway      | NCR  | Prayagraj        | 1. April 2003    |
| South East Central Railway | SECR | Bilaspur         | 1. April 2003    |
| East Coast Railway         | ECoR | Bhubaneswar      | 1. April 2003    |
| East Central Railway       | ECR  | Hajipur          | 1. Oktober 2002  |
| South Coast Railway        | SCoR | Visakhapatnam    | 28. Februar 2019 |

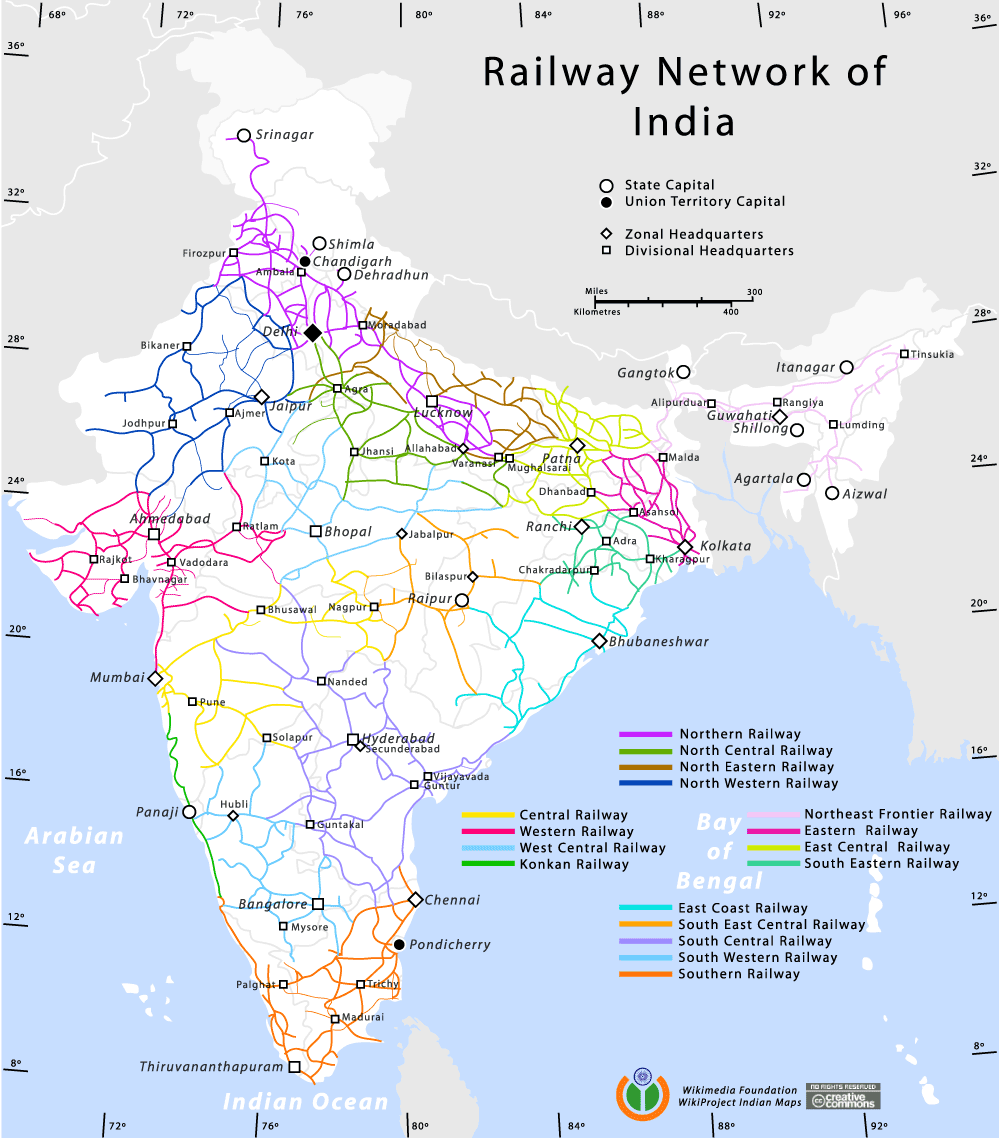
Streckennetz der Zonal Railways

Die Konkan Railway (KR), die am 26. Januar 1998 den Betrieb aufnahm, wird nicht von einer Regionalgesellschaft betrieben, sondern von der Konkan Railway Corporation Limited, eine öffentlich-rechtliche Gesellschaft, die im Besitz von Indian Railways und den angrenzenden Bundesstaaten ist.

### Produktionsbetriebe

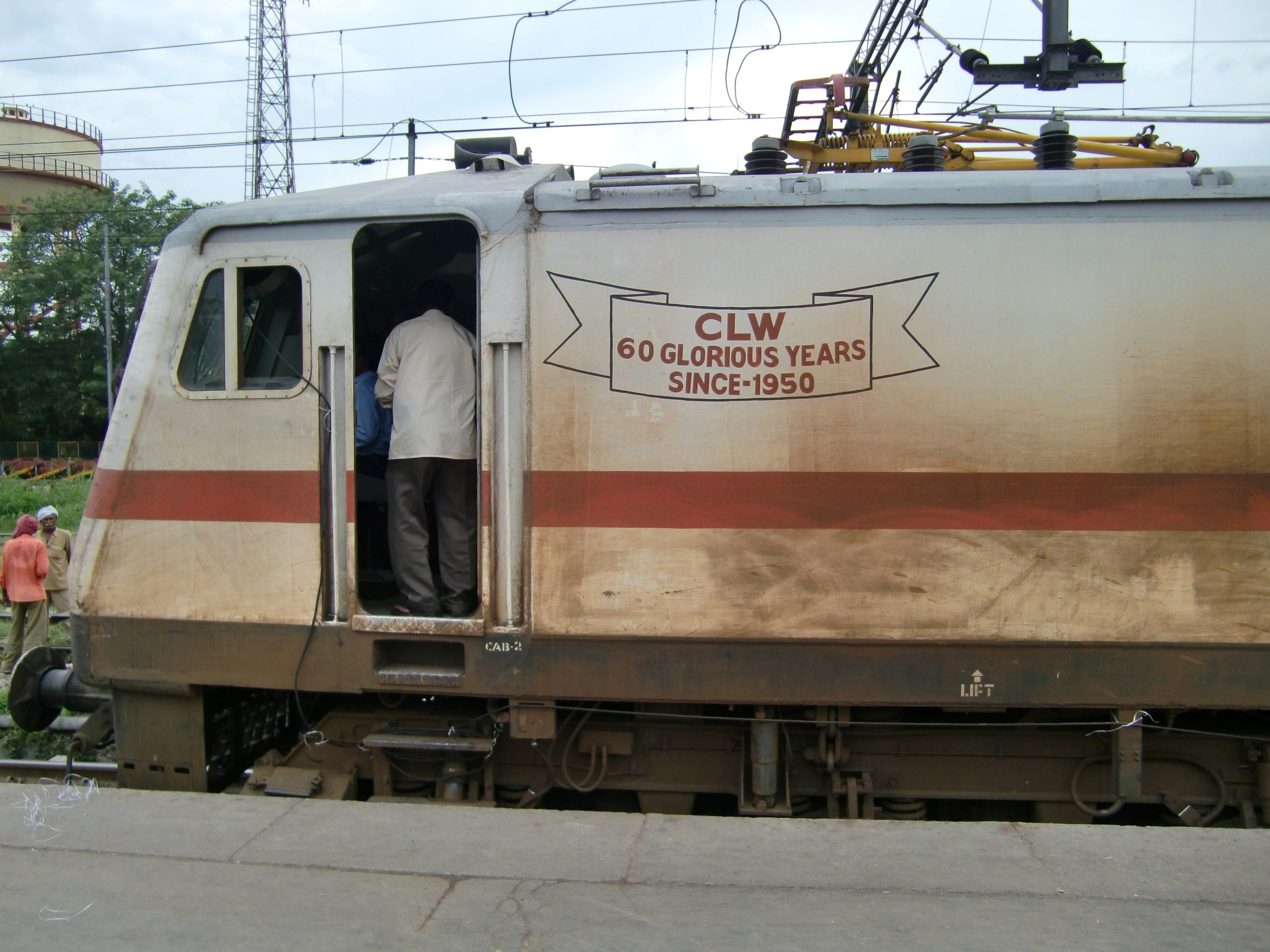
WAP-7-Lokomotive mit Werbeanschrift zum 60-Jahr-Jubiläum der bahneigenen Lokfabrik CLW

Die Produktionsbetriebe von Indian Railways dienen dem Bau und Unterhalt des Rollmaterials.
| Name                            | Abk. | Hauptsitz    | Funktion                         | Gründung |
| ------------------------------- | ---- | ------------ | -------------------------------- | -------- |
| Chittaranjan Locomotive Works   | CLW  | Chittaranjan | Bau von Elektrolokomotiven       | 1947     |
| Diesel Locomotive Works         | DLW  | Varanasi     | Bau von Diesellokomotiven        | 1961     |
| Integral Coach Factory          | ICF  | Chennai      | Bau von Reisezugwagen            | 1952     |
| Rail Coach Factory              | RCF  | Kapurthala   | Bau von Reisezugwagen            | 1986     |
| Rail Wheel Factory              | RWF  | Yelahanka    | Herstellung von Radsätzen        | 1984     |
| Diesel Loco Modernisation Works | DMW  | Patiala      | Überholung von Diesellokomotiven | 1981     |

### Andere Einheiten
| Name                                                | Abk.   | Hauptsitz    | Funktion | Gründung |
| --------------------------------------------------- | ------ | ------------ | --- | -------- |
| Central Organisation for Railway Electrification    | CORE   | Prayagraj    | Elektrifizierung von Eisenbahnstrecken | 1979     |
| NF Railway (Construction)                           |        | Maligaon     | Bau von Eisenbahnstrecken in den sieben nordöstlichen Bundesstaaten Assam, Tripura, Meghalaya, Manipur, Nagaland, Arunachal Pradesh und Mizoram. | 1979     |
| Central Organisation for Modernisation of Workshops | COFMOW | Delhi        | Modernisierung von Produktionseinheiten und Unterhaltsanlagen                                                                                    | 1979     |
| Indian Railway Project Management Unit              | IRPMU  | Delhi        | Einkauf von Signal- und Telekommunikationseinrichtungen                                                                                          |          |
| Indian Railways Organization For Alternate Fuels    | IROAF  | Delhi        | Leitung von Projekten zum Umbau von Verbrennungstriebfahrzeug auf alternative Kraftstoffe                                                        |          |
| National Academy of Indian Railways                 | NAIR   | Vadodara     | Ausbildung von Kaderpersonal | 1930     |
| Research Design and Standards Organisation          | RDSO   | Lucknow      | Büro für Forschung, Entwicklung und Standardisierung                                                                                             | 1957     |
| Centre for Railway Information Systems              | CRIS   | Chanakyapuri | Entwicklung und Betreuung von Informatiksystemen der Eisenbahn                                                                                   | 1986     |

### Beteiligungen
Indian Railways ist an folgenden Staatsunternehmen beteiligt:
| Name                                                    | Abk.   | Hauptsitz   | Funktion | Gründung |
| ------------------------------------------------------- | ------ | ----------- | --- | -------- |
| Braithwaite & Co (India) Ltd                            | BCL    | Kolkata     | 100% Tochtergesellschaft von Indian Railways, die im Stahlbau, Kranbau und Güterwagenbau tätig ist                                                                                        | 1913     |
| Burn Standard Company Limited                           | BSCL   | Kolkata     | Hersteller von Güterwagen und Gussteilen, der aus der Fusion der verstaatlichten Burn & Co. mit Indian Standard Wagon Company entstanden                                                  | 1976     |
| Bharat Wagon and Engineering                            | BWEL   | Kolkata     | Hersteller von Güterwagen, der aus Fusion der beiden Hersteller Arthur Butler & Co. Ltd in Muzaffarpur und der Güterwagenfertigung von Britannia Engineering Co. Ltd. in Mokama entstand. | 1978     |
| Container Corporation of India                          | CONCOR | Delhi       | Gesellschaft für Containertransport mit eigenen Terminals | 1988     |
| Dedicated Freight Corridor Corporation of India Limited | DFCCIL | Delhi       | Gesellschaft für die Planung, den Bau und den Betrieb von Güterverkehrsstrecken. | 2006     |
| Ircon International Limited                             | IRCON  | Delhi       | Ursprünglich unter dem Namen Indian Railways Construction Company international tätiges Bauunternehmen für die Errichtung von Eisenbahninfrastruktur, Autobahnen und Brücken.             | 1976     |
| Indian Railway Catering and Tourism Corporation         | IRCTC  | Delhi       | Reisebüro und Catering-Gesellschaft, die auch Indian-Railways-Fahrkarten im Internet verkauft.                                                                                            | 1999     |
| Indian Railway Finance Corporation                      | IRFC   | Delhi       | Finanzierungsgesellschaft für Indian-Railways-Projekte |          |
| Konkan Railway Corporation Limited                      | KRCL   | Navi Mumbai | Gesellschaft für Planung, Bau und Betrieb der Konkanstrecke. die zu gleichen Teilen Indian Railways und den Bundesstaaten Maharashtra, Goa, Karnataka und Kerala gehört.                  | 1990     |
| Mumbai Railway Vikas Corporation                        | MRVC   | Mumbai      | Gesellschaft für den Ausbau des S-Bahn-Systems in Mumbai. 51 % der Gesellschaft gehören Indian Railways, 49 % dem Bundesstaat Maharashtra.                                                | 1999     |
| RailTel Corporation of India Limited                    | RCIL   | Gurugram    | Gesellschaft zum Betrieb eines Breitband-Telekom-Netzes | 2000     |
| Rail India Technical and Economic Services              | RITES  | Gurugram    | Beratungsunternehmen für den Transportsektor | 1974     |
| Rail Vikas Nigam Limited                                | RVNL   | Delhi       | Gesellschaft zum Ausbau der Bahnverbindungen zwischen den Städten Delhi, Mumbai, Kolkata und Chennai, sowie zu den wichtigsten Häfen                                                      | 2003     |
| Centre for Railway information systems                  | CRIS   | Delhi       | Unternehmen zum Betrieb der Informatik-Infrastruktur von Indian Railways | 1986     |
| Rail Land Development Authority                         | RLDA   | Delhi       | Immobiliengesellschaft zur Nutzung der Landreserven von Indian Railways | 2006     |

## Streckennetz

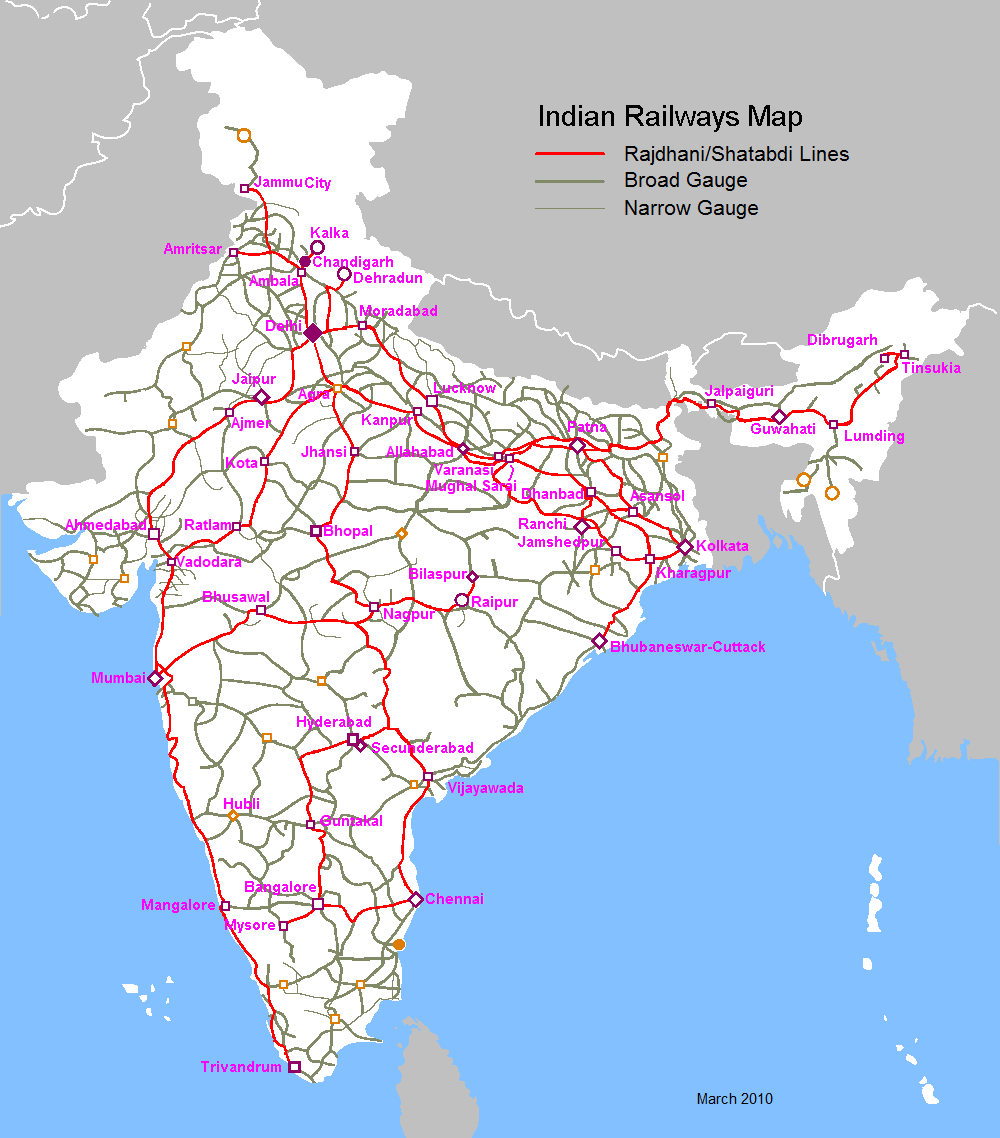
Eisenbahnnetz Indiens. Die Strecken, auf denen Shatabdi und Rajdhani Express Züge verkehren, sind hervorgehoben.

Die verschiedenen Spurweiten in Indien. Indian Railways betreibt keine Normalspurstrecken

Das Netz von Indian Railways hatte im Jahr 2023 eine Streckenlänge von 65.530 Kilometern, davon waren 60.800 Kilometer (93 %) elektrifiziert.
Fast 90 % (58.177 km) ist in indischer Breitspur (1676 mm bzw. 5½ Fuß) angelegt, 8 % (5.334 km) in Meterspur, der Rest (2297 km) in den noch schmäleren Spurweiten 762 mm (2 Fuß 6 Zoll) und 610 mm (2 Fuß) angelegt. Noch in den 1980er Jahren war beinahe die Hälfte aller Strecken in Meterspur angelegt, wovon ein großer Teil im Rahmen des noch nicht abgeschlossenen Project Unigauge (deutsch „Projekt Einheitsspur“) zu Breitspurstrecken umgebaut wurde.
Das Streckennetz bedient 7112 Bahnhöfe.
Die wichtigsten Hauptstrecken werden das goldene Viereck genannt, das die Städte Delhi, Mumbai, Chennai und Kolkata miteinander verbindet. Sowohl die Kanten des Vierecks wie auch die Diagonalen Delhi–Chennai und Mumbai–Kolkata haben ein hohes Verkehrsaufkommen. Diese Strecken mit einer Gesamtlänge von 10.122 km bilden das Rückgrat von Indian Railways. Sie machen zwar nur 15 % des Streckennetzes aus, bewältigen aber 55 % des gesamten Güterverkehrs der Bahn. Das Breitspur-Stammnetz entstand in den Jahren 1853 bis 1874 und wurde von unterschiedlichen Gesellschaften betrieben.
Um die bestehenden Strecken zu entlasten, werden zwischen Howrah und Delhi (Eastern Corridor) sowie zwischen Mumbai und Delhi (Western Corridor) neue, nur dem Güterverkehr dienende Strecken gebaut. Das Projekt wird Dedicated Freight Corridor, abgekürzt DFC, genannt. Die Fahrleitung ist auf den Strecken besonders hoch angeordnet, sodass Züge mit zwei übereinander gestapelten Containern unter der Fahrleitung verkehren können. Dies bedingt, dass die Lokomotiven mit besonderen Stromabnehmern ausgestattet sind, welche die hohe Fahrleitungslage erreichen. Erste Strecken der DFC gingen 2018 in Betrieb, bis 2022 sollen beide Korridore vollständig in Betrieb sein. Weitere Korridore sind in Vorbereitung. Dazu gehören der East Coast Corridor von Kharagpur nach Vijayawada, der East-West Corridor von Bhusawal nach Kharagpur und Dankuni bei Kalkutta und der North-South Corridor von Itarsi nach Vijayawada.

### Breitspur
Der größte Teil des Streckennetzes ist in indischer Breitspur (abgekürzt BG für Englisch „Broad Gauge“) mit einer Spurweite von 1676 mm angelegt, was im britischen Maßsystem 5 Fuß und 6 Zoll entspricht. Die Spurweite wurde 1853 von Lord Dalhousie auf Empfehlung des britischen Bauingenieurs Frederick Walter Simms festgelegt. Das Maß liegt zwischen den damals in England verbreiteten zwei Spurweiten, der Normalspur und der Brunel-Breitspur. Die Entscheidung für eine gegenüber der Normalspur breitere Spur wurde begründet mit einer tieferen Lage des Schwerpunktes der Fahrzeuge, so dass diese während der Fahrt weniger schwanken und vom Seitenwind nicht umgeblasen werden können.

### Meterspur

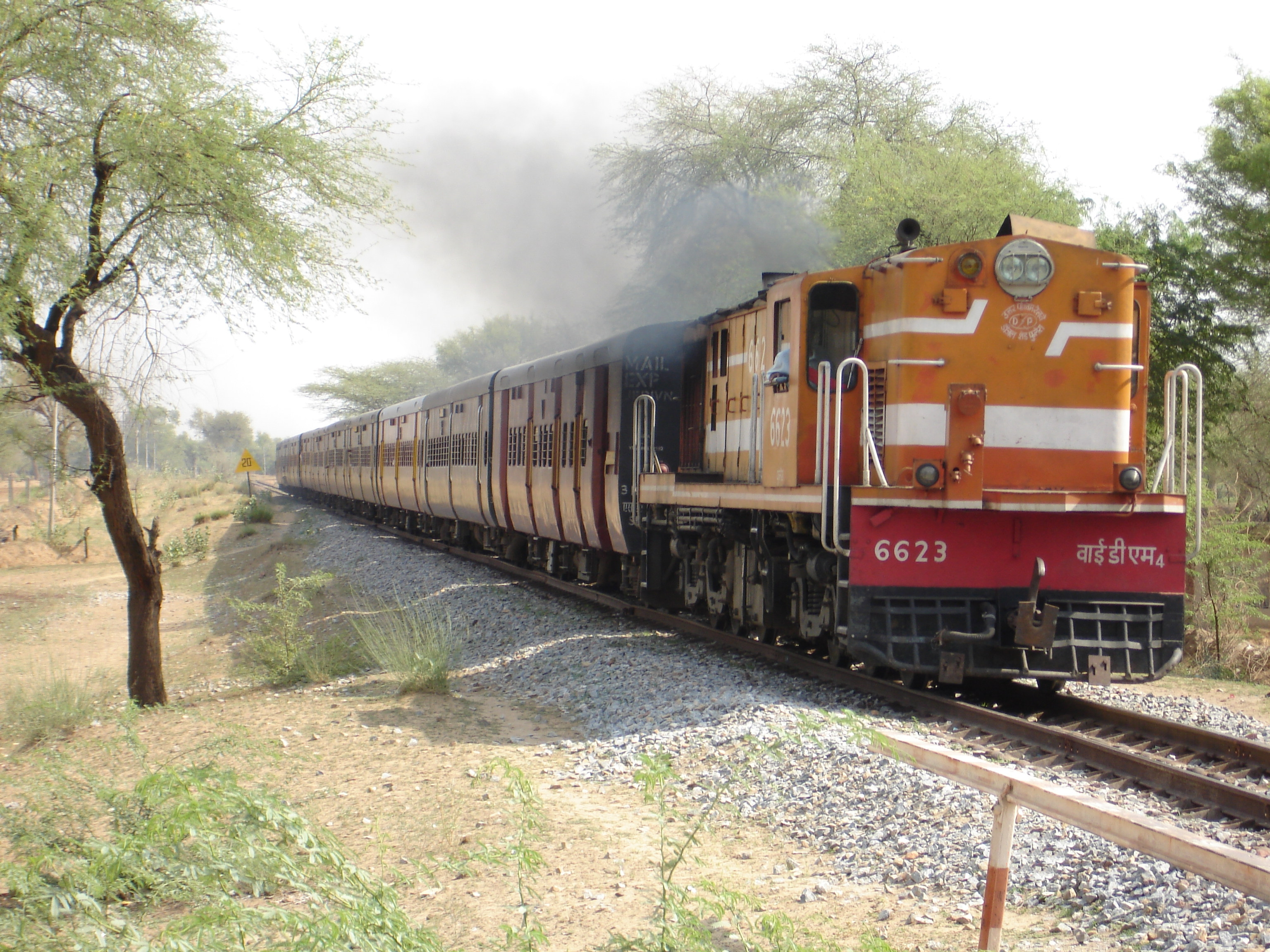
Meterspurzug mit Diesellokomotive YDM-4

Meterspurstrecken (abgekürzt MG für Englisch „Meter Gauge“) entstanden ab 1873 als Ergänzung des breitspurigen Streckennetzes. Ursprünglich wurde die Spurweite von Lord Mayo auf 3 Fuß und 3 Zoll festgelegt, was den Wünschen der Lokomotivfabriken entsprach und die Nutzung der mit den Kapspurstrecken gemachten Erfahrungen erlaubte. Weiter war dies die schmalste Spurweite, bei der in einem Dritt-Klass-Abteil noch vier Reisende nebeneinander sitzen konnten. Weil die indische Kolonialregierung in der Zeit der Einführung der Schmalspurbahnen den Übergang zum metrischen Einheitssystem vorsah, wurde die Spurweite auf 3 Fuß und 3 3/8 Zoll festgelegt, was faktisch einem Meter entspricht.
Der Meterspur-Anteil am indischen Streckennetz nimmt wegen des Umbaus zu Breitspurstrecken stetig ab. 2012 waren die größten Meterspurnetze in Gujarat, Uttarakhand, Assam, Rajasthan, Tamil Nadu und Bihar zu finden. Auf diesen Strecken waren bis in die 1990er Jahre Dampflokomotiven wie die der Baureihe YP im Regeleinsatz.

### Schmalspur
In Indien werden nur Spurweiten, die kleiner als ein Meter sind, mit Schmalspur (abgekürzt NG für englisch Narrow Gauge) bezeichnet. Es werden zwei verschiedene Spurweiten verwendet, die überall dort zum Einsatz kamen, wo entweder der Verkehr so gering war oder das Gelände zu schwierig war, um eine Meterspurstrecke zu bauen. Die Linien bilden kein zusammenhängendes Netzwerk.

#### 2 Fuß 6 Zoll (762 mm)

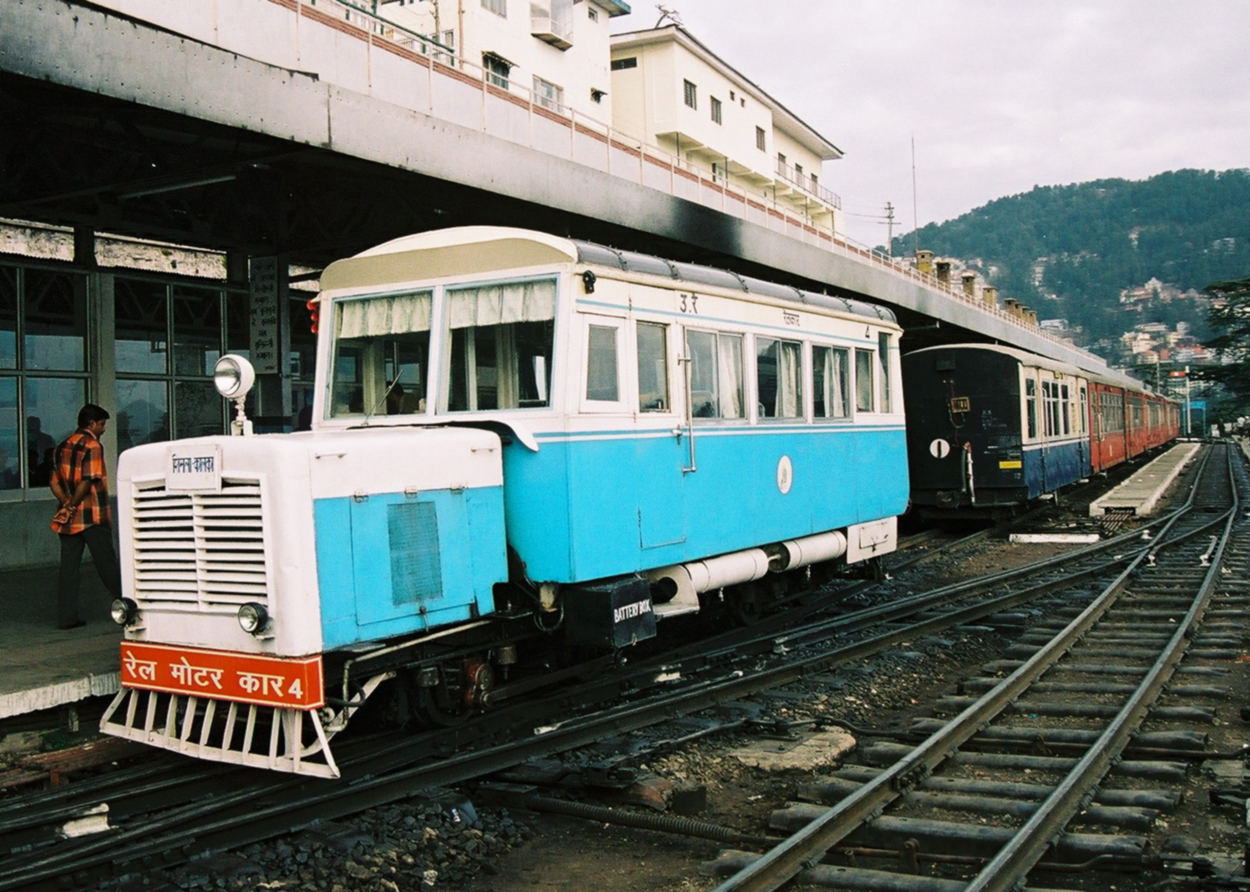
Schienenbus auf der Kalka-Shimla Railway mit einer Spurweite von 762 mm

Die erste Strecke in dieser Spurweite war die Gaekwar’s Baroda State Railways, die aus einer mit Ochsen betriebene Rollbahn hervorging und ab 1873 mit Lokomotiven befahren werden konnte, wobei in den ersten Jahren diese noch nicht regelmäßig eingesetzt wurden. Viele Strecken in dieser Spurweite wurden umgebaut oder aufgehoben. Ein größeres Netzwerk ist rund um die Stadt Dabhoi in Gujarat zu finden.
Die 762-mm-Bahnen im Kangra Valley und nach Shimla werden nicht umgespurt.

#### 2 Fuß (610 mm)
Diese Spurweite wurde erstmals 1881 für die Darjeeling Himalayan Railway verwendet, und wird auch von der Matheran Hill Bahn verwendet. Diese Bahnen sind nicht Teil des Project Unigauge.

## Fahrzeuge

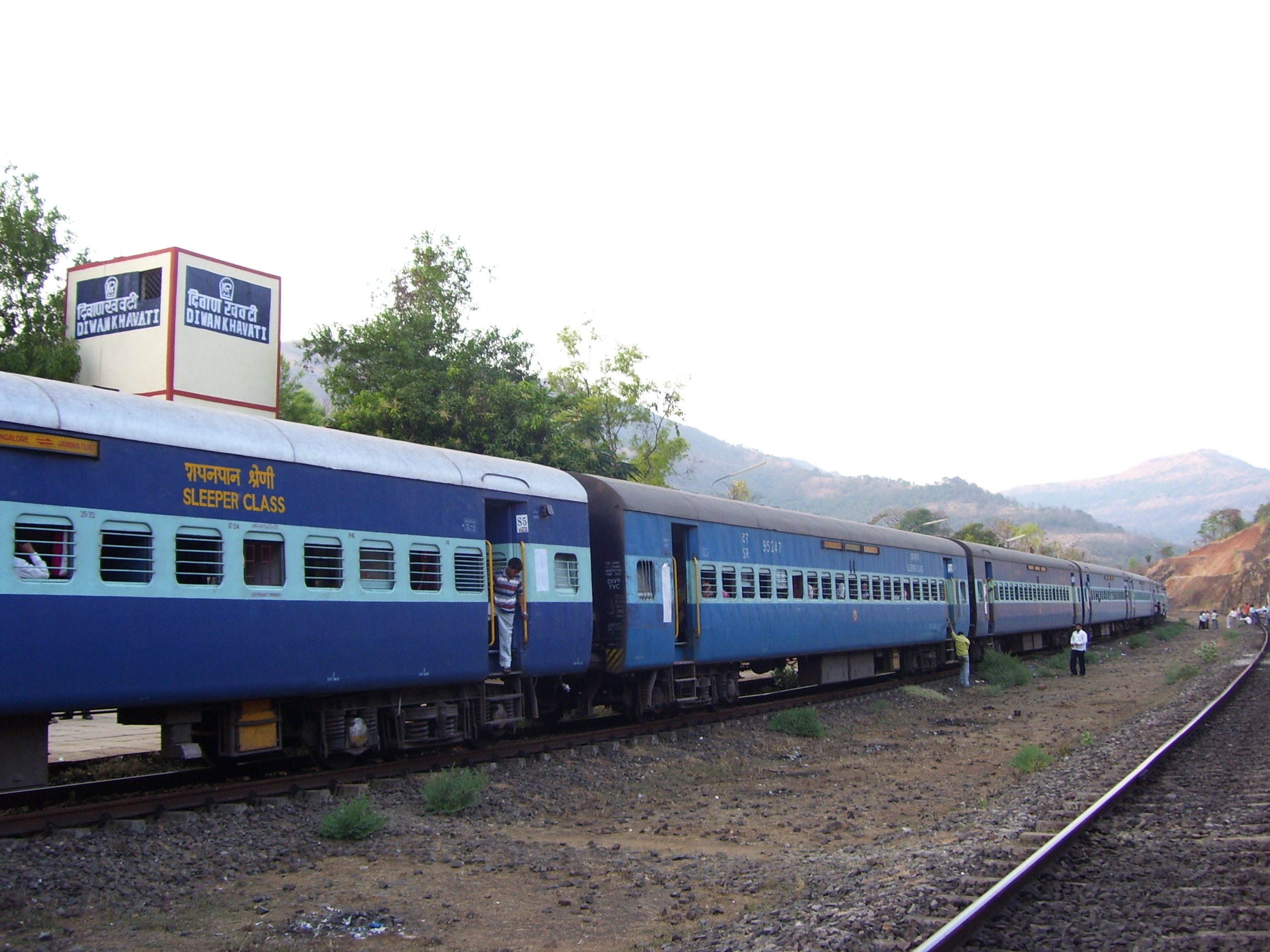
Zug mit ICF-Wagen

Indian Railways besaß 2014/15 254.006 Güterwagen, 68.558 Personenwagen und 10.773 Lokomotiven, wovon 43 Dampflokomotiven, 5016 Elektrolokomotiven und 5714 Diesellokomotiven sind, die in 71 Bahnbetriebswerken (englisch: „Sheds“) beheimatet waren. Von den Personenwagen hatten 9319 (knapp 15 %) eine Klimaanlage.
Zur Zeit der britischen Kolonialherrschaft wurden Lokomotiven überwiegend von britischen Lokomotivfabriken geliefert. Nur wenige Firmen in Deutschland, Kanada, Japan und den USA traten als weitere Lieferanten auf. Einzelne Lokomotiven entstanden in eigenen Werkstätten der Eisenbahngesellschaften. Erst nach Erlangung der Unabhängigkeit entstand in Indien eine eigene Lokomotivindustrie.
Die ersten in Indien gebauten Personenwagen stammten von der Integral Coach Factory in Chennai, die ab 1955 mit Hilfe der Wagon Schlieren aus der Schweiz, Reisezugwagen in selbsttragender Bauart ähnlich den Leichtstahlwagen der SBB herstellte. Ab 2000 werden Wagen nach Zeichnungen von Linke-Hofmann-Busch (LHB) hergestellt, die höhere Geschwindigkeiten erreichen können.
Durch das Elektrifizierungsprogramm und den Bau von für den Güterverkehr bestimmten Strecken wuchs der Bedarf an Elektrolokomotiven. Indian Railways reagierte mit der Beschaffung weiterentwickelter WAG-9-Lokomotiven und dem Import ausländischer Technik. Seit 2018 werden 800 Doppellokomotiven der Klasse WAG-12 (Alstom Prima T8) ausgeliefert. 2023 bestellte Indian Railways 1200 sechsachsige Lokomotiven bei Siemens.

## Personenverkehr
Indian Railways beförderte 2014 knapp 8,4 Milliarden Reisende, wobei die Bahn eine Beförderungsleistung von 1,16 Billionen Passagierkilometer erbrachte. Indian Railways hatte 2011 beim Personenverkehr einen Anteil von 10 % am gesamten Modal Split, mit 90 % entfiel der größte Teil auf den Straßenverkehr. Der Anteil der Bahn geht mit dem Ausbau der Straßen stark zurück. Für 2016 wird nur noch ein Anteil von 8 % vorausgesagt. Die Eisenbahnverwaltung unternimmt derzeit (2020) Anstrengungen, die Dieselloks auszumustern und weiter zu elektrifizieren. Die indische Regierung arbeitet an der ökologischen Umgestaltung der Eisenbahnen, wobei mehr als die Hälfte des Netzes elektrifiziert ist, und hat sich zum Ziel gesetzt, das gesamte Netz in den nächsten drei bis vier Jahren zu elektrifizieren. Die Elektrifizierung würde ein zentralisierteres, effizienteres Energiesystem anstelle von Dieselmotoren mit höheren Emissionen mit sich bringen.

### Nahverkehr

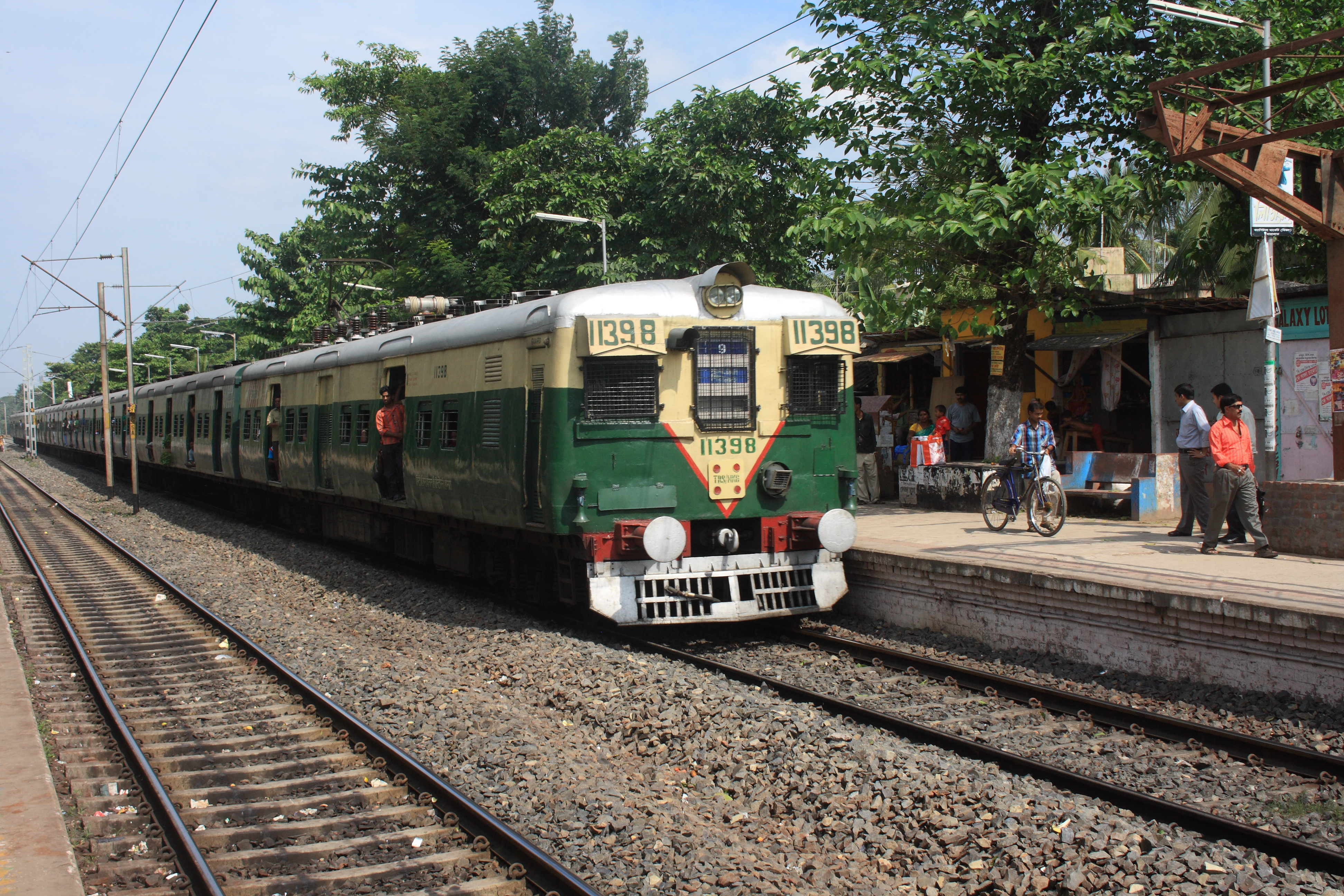
Ein Vorortzug in Kolkata

Für den Nahverkehr kommen elektrische Triebzüge und Dieseltriebzüge zum Einsatz. Große Ballungsräume wie Mumbai, Delhi, Chennai und Kolkata verfügen über S-Bahn-Systeme mit eigenen Gleisen, deren Züge aber auch Gleise des Fernverkehrs mitbenutzen, weil Spurweite und Stromsystem gleich sind. Die Züge verkehren im Bereich der Stadt oft im Takt von wenigen Minuten, in den Vororten und in der Region in größeren Zeitabständen und oft unregelmäßig.

#### Wagenklassen

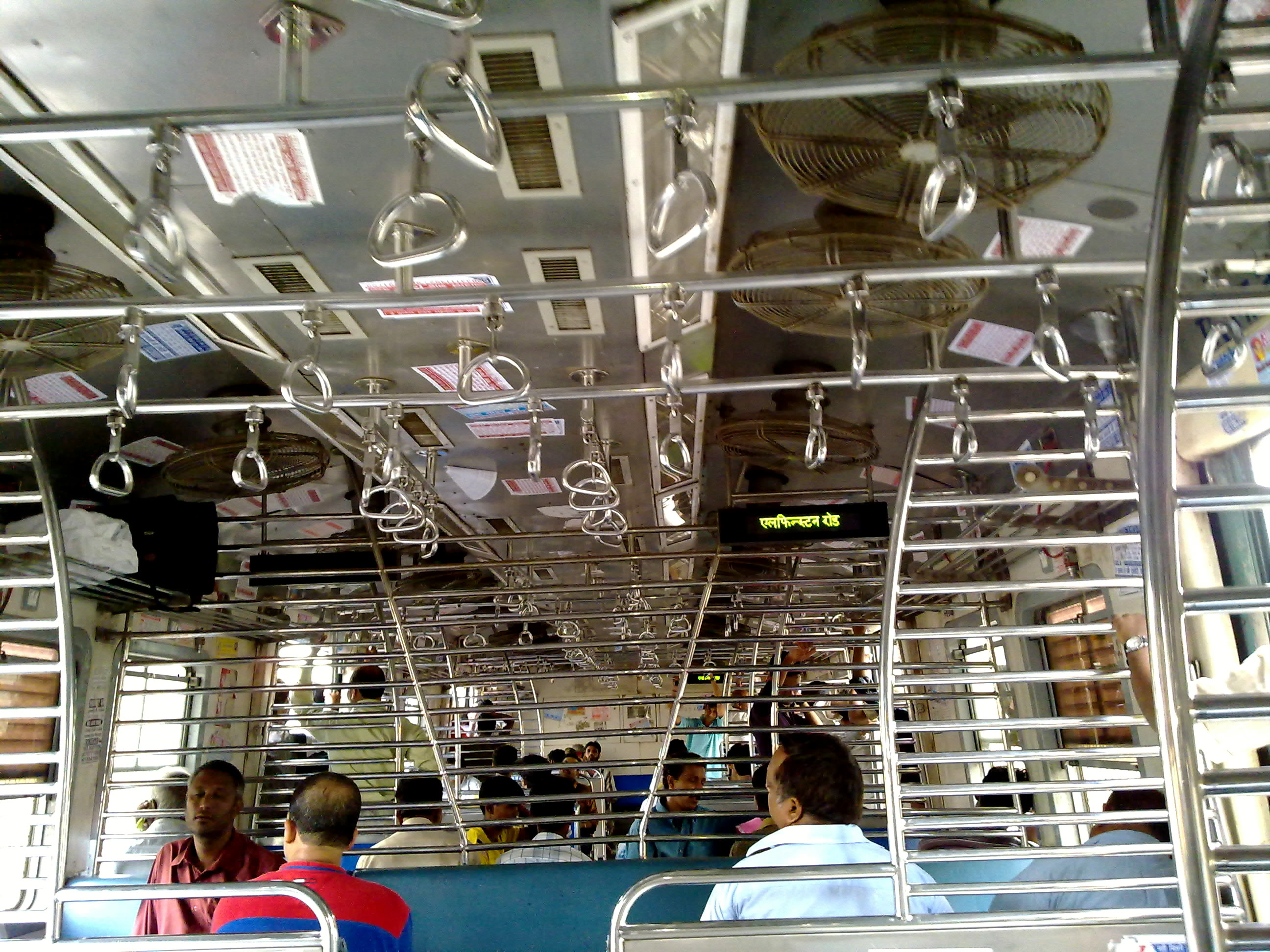
Innenansicht eines modernen Nahverkehrszuges in Mumbai (2010)

Die meisten Züge verfügen über drei Wagenklassen:
- General Compartment – sehr kostengünstige Wagenklasse, die den größten Teil des Zuges ausmacht.
- First Class – ungefähr zwölfmal teurer als General Compartment gibt es in dieser Wagenklasse weniger Fahrgäste. Das Abteil trägt an der Dachkante rote Schrägstreifen.
- Ladies Compartment – spezielles Frauenabteil, um allein reisenden Frauen eine sichere Reise zu ermöglichen. Das Abteil trägt an der Dachkante grüne Schrägstreifen.

In einigen Zügen gibt es Traglastenabteile, die von Marktfahrern benutzt werden. Im Vorortverkehr von Mumbai gibt es zusätzliche Wagenklassen.
Die Nahverkehrszüge verfügen über keine Klimaanlage. Die Türen der Züge stehen meist offen und werden höchstens bei starkem Regen von den Fahrgästen zugeschoben. Auch bei leeren Zügen stehen die Passagiere häufig während der Fahrt in den offenen Türen, um sich vom Fahrtwind kühlen zu lassen.

#### Zuggattungen

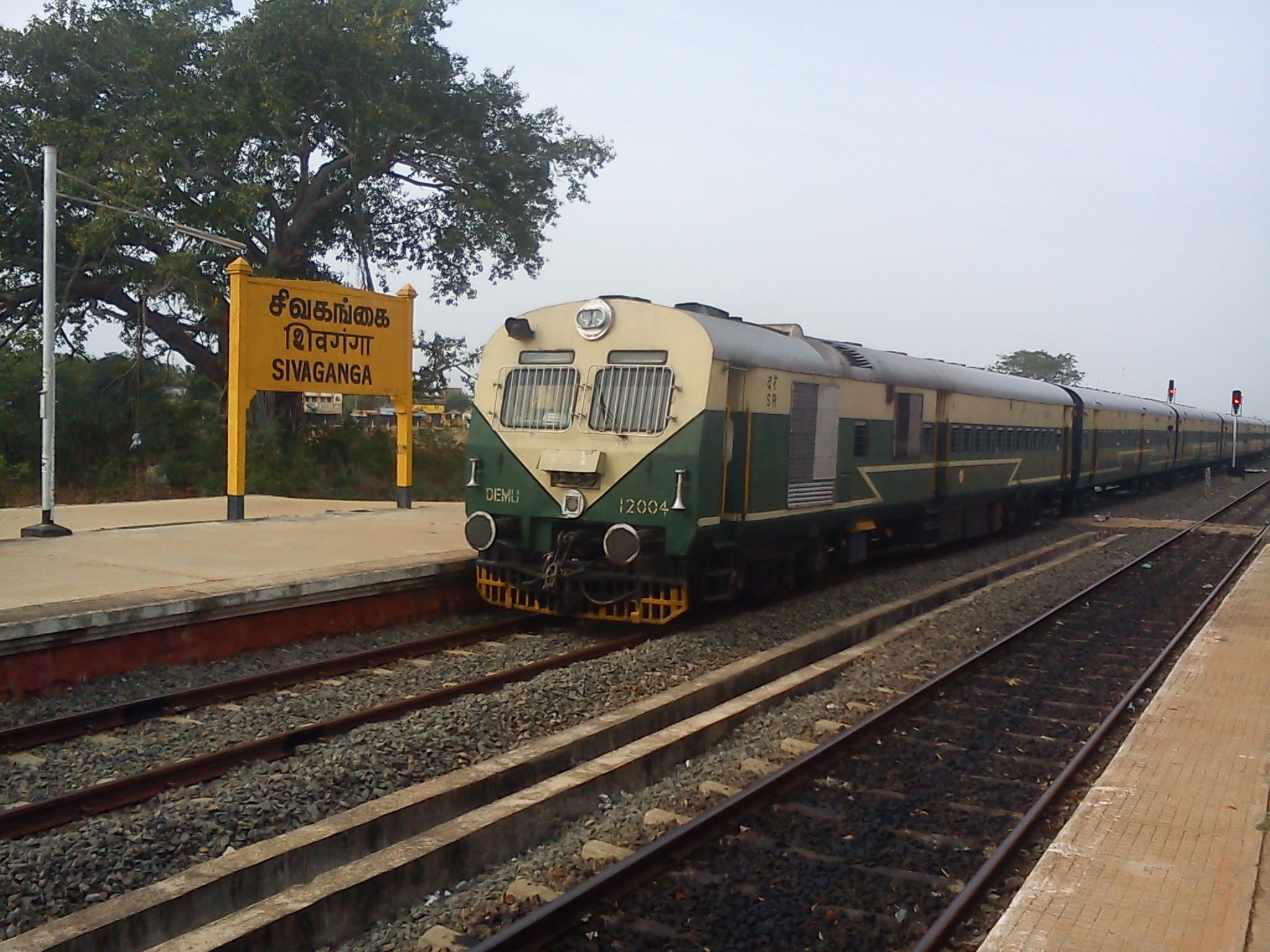
DEMU in Südindien

Im Nahverkehr gibt es folgende Zuggattungen:
- MEMU – Abkürzung für Mainline Electric Multiple Unit, deutsch „elektrischer Triebzug für Hauptstrecken“. Diese Züge verkehren zusammen mit den Fernverkehrszügen auf den Hauptstrecken, ähnlich der Regionalbahn in Deutschland.
- EMU – Abkürzung für Electric Multiple Unit, deutsch „elektrischer Triebzug“. Ähnlich der S-Bahn verkehren diese Züge in den Vororten großer Städte, zum Teil auf Gleisen, die von der Hauptstrecke abgesetzt sind.
- DMU – Abkürzung für Diesel Multiple Unit, deutsch „Dieseltriebzug“. Diese Züge verkehren auf den nicht elektrifizierten Strecken, teilweise aber auch unter dem Fahrdraht.[40]

### Fernverkehr
Bahnreisen über große Distanzen können wegen der niedrigen Durchschnittsgeschwindigkeiten und weiten Entfernungen recht lange dauern. Viele Züge sind über 24 Stunden unterwegs, manche bis zu vier Tage. Die meisten Fernzüge führen ausschließlich Schlafwagen. Die Reise erfolgt in der Regel ohne Umsteigen über eine direkte Verbindung vom Start- zum Zielbahnhof.
Zwischen den verschiedenen Zuggattungen bestehen große Unterschiede bezüglich Pünktlichkeit. Die höchstwertigen Züge heißen Rajdhani Express und erreichen ihr Ziel auch nach mehreren Stunden Fahrt meist ohne Verspätung. Über kürzere Distanzen wie zum Beispiel Mumbai–Pune oder Delhi–Agra werden mit den ausschließlich Sitzwagen führenden Shatabdi-Express-Zügen Tagesverbindungen angeboten.
Die Fernzüge haben neben der Zugnummer einen Namen. Sie verkehren auf jeder Strecke nicht öfter als einmal täglich, manchmal auch nur einmal wöchentlich. Für europäische Verhältnisse ungewohnt ist die große Länge der Fernzüge, die aus bis zu 24 Wagen bestehen können. Die Energieversorgung erfolgt auch unter Fahrleitung durch Generatorwagen an beiden Zugenden, welche die Personenwagen über eine Dreiphasenwechselstrom-Zugsammelschiene mit einer Spannung von 380 V versorgen.

#### Wagenklassen
In indischen Fernzügen werden dem Reisenden eine unübersichtliche Zahl unterschiedliche Wagenklassen angeboten, die auf dem Fahrschein mit einem Code dargestellt werden.
Das Kürzel AC in der Klassenbezeichnung steht für Air-Conditioned (deutsch „Klimaanlage“). Zwischen den Klassen gibt es erhebliche Preisunterschiede: So kostet eine First Class AC-Fahrkarte etwa das Sechsfache der Sleeper Class. Die Preise sind bei hochwertigeren Schnellzügen von der Nachfrage abhängig.
Nicht alle Züge führen sämtliche Wagenklassen. In den Nachtzügen ist First Class AC die höchste Wagenklasse, wo es bei nur 18 Fahrgästen in einem Wagen den meisten Platz gibt. Unreserved ist die tiefste Wagenklasse. Hier sind manchmal bis zu 300 Personen in einem Wagen. Die meisten Fahrgäste mit Platzreservierung reisen in der Sleeper Class. Diese nicht klimatisierte First Class gibt es nur noch in einigen Zügen im Süden Indiens.
Die Wagen der Klassen mit Klimaanlage (AC) verfügen über getönte Fensterglasscheiben, die eine gute Schalldämmung gegen Lärm aufweisen. Die Wagen der anderen Klassen haben meist vergitterte Senkfenster, welche in der warmen Jahreszeit in der Regel immer geöffnet bleiben.
In der nachfolgenden Aufstellung der Wagenklassen sind diejenigen, die in den meisten Zügen geführt werden in der Spalte Code in Fettschrift dargestellt. Wagenklassen in Sitzwagen werden nur in Tageszügen angeboten.
| Klasse                      | Code | Ausstattung | Bild | Preis Mumbai–Ahmedabad |
| --------------------------- | ---- | --- | ---- | ---------------------- |
| First Class AC              | 1A   | Klimatisierter Schlafwagen mit abschließbaren Zwei- und Vierbettabteilen |      | 1940 INR               |
| Executive Anubhuti          | EA   | Klimatisierter Sitzwagen mit zwei Sitzen auf einer Seite des Ganges und zwei Sitzen auf der anderen. Fahrgastunterhaltungssystem mit LCD-Bildschirmen in den Rückenlehnen. Wird nur in einigen hochwertigen Tageszügen der Zuggattung Shatabdi Express angebotene. Hindi:अनुभूति Anubhuti, deutsch ‚gut‘. |      |                        |
| Executive Class             | EC   | Klimatisierter Sitzwagen mit zwei Sitzen auf einer Seite des Ganges und zwei Sitzen auf der anderen. Wird nur in den hochwertigen Tageszügen der Zuggattung Shatabdi Express angeboten. |      | 1930 INR               |
| AC 2-tier sleeper           | 2A   | klimatisierter Liegewagen mit Vierbettabteilen auf einer Seite des Gangs, auf der anderen Seite zwei Betten übereinander in Längsrichtung des Wagens. Der Gang ist durch Vorhänge von den Betten abgetrennt.                                                                                           |      | 1150 INR               |
| First class                 | FC   | nicht-klimatisierter Schlafwagen mit abschließbaren Zwei- und Vierbettabteilen. Nur noch in wenigen Zügen angeboten. |      | 950 INR                |
| AC 3-tier sleeper           | 3A   | Klimatisierter Liegewagen mit Sechsbettabteilen auf einer Seite des Gangs, auf der anderen Seite zwei Betten übereinander in Längsrichtung des Wagens. Die Betten sind seit 2014 nicht mehr durch Vorhänge vom Gang abgetrennt.                                                                        |      | 815 INR                |
| AC 3-tier high capacity     | 3H   | Klimatisierter Liegewagen mit Sechsbettabteilen auf einer Seite des Gangs, auf der anderen Seite zwei Betten übereinander in Längsrichtung des Wagens. Einrichtung besonders eng angeordnet, damit pro Wagen möglichst viele Fahrgäste transportiert werden können. Nur in wenigen Zügen angeboten.    |      |                        |
| AC 3-tier economy           | 3E   | Klimatisierter Liegewagen mit Sechsbettabteilen auf einer Seite des Gangs, auf der anderen Seite drei Betten übereinander in Längsrichtung des Wagens. Keine Vorhänge zwischen Gang und Betten. Die Wagenklasse wird nur in den Duronto Express und in den Garib Rath Express angeboten.               |      |                        |
| AC chair car                | CC   | Klimatisierter Sitzwagen mit drei Sitzen auf einer Seite des Ganges und zwei Sitzen auf der anderen. |      | 665 INR                |
| AC chair car high capacity  | HC   | Klimatisierter Sitzwagen mit drei Sitzen auf einer Seite des Ganges und zwei Sitzen auf der anderen. Besonders kleiner Sitzabstand, damit mehr Fahrgäste pro Wagen reisen können. Nur in wenigen Zügen angeboten.                                                                                      |      |                        |
| Sleeper Class high capacity | SH   | Betten zum Schlafen in der Nacht, Sitze tagsüber. Es gibt mehr Sitzplätze als Schlafplätze. Besonders enge Anordnung damit viele Fahrgäste Platz finden. Nur in wenigen Zügen angeboten. |      |                        |
| Sleeper Class               | SL   | Nicht-klimatisierter Liegewagen mit Sechsbettabteilen auf einer Seite des Gangs, auf der anderen Seite zwei Betten übereinander in Längsrichtung des Wagens; keine Vorhänge zwischen Gang und Betten                                                                                                   |      | 315 INR                |
| Second Sitting              | 2S   | Nicht-klimatisierter Sitzwagen mit drei Sitzen auf beiden Seiten des Ganges |      | 180 INR                |
| Unreserved                  | UR   | Nicht-klimatisierter Sitzwagen mit drei Sitzen auf beiden Seiten des Ganges, der ohne Platzreservierung benutzt werden kann |      |                        |

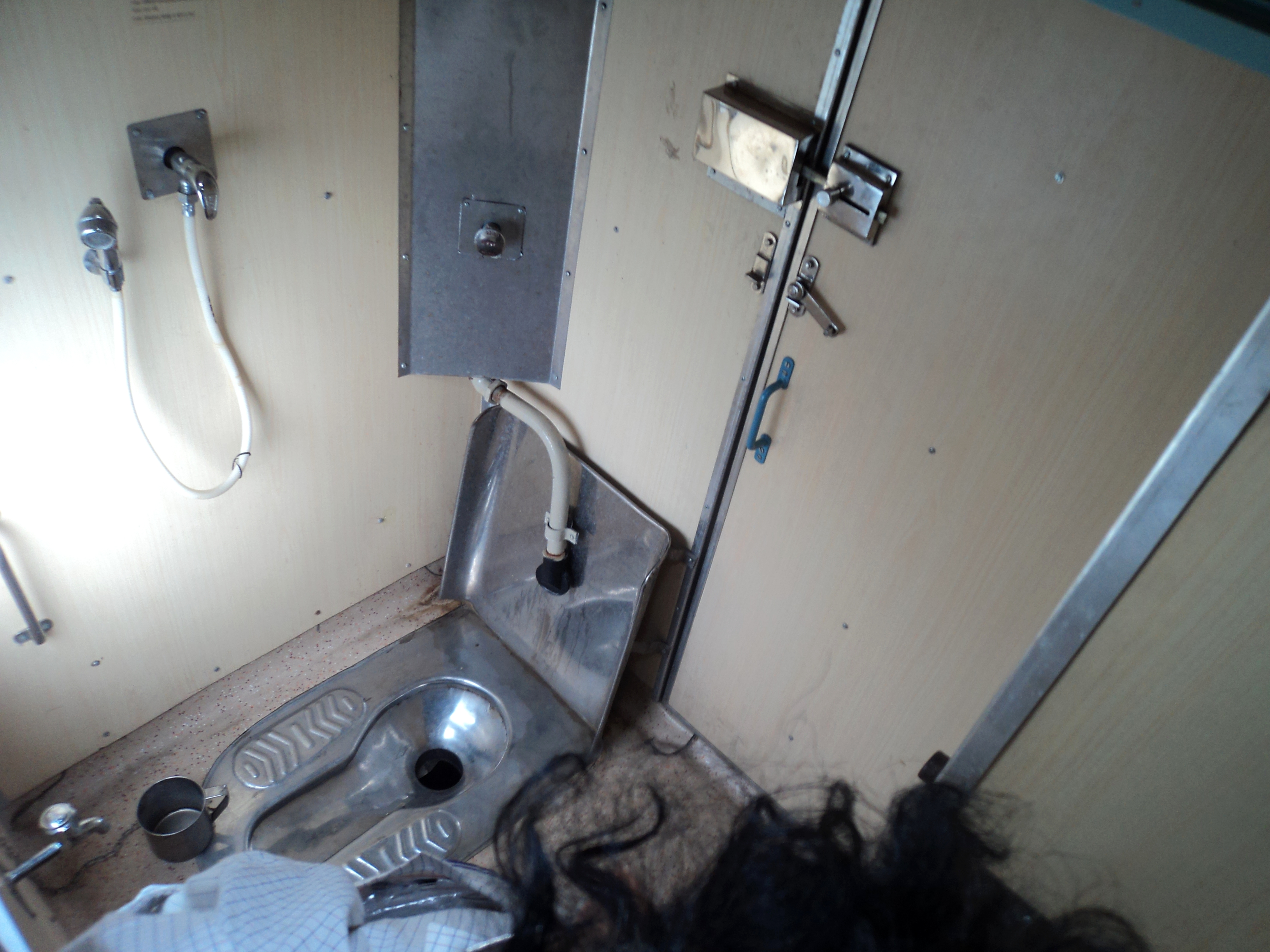
Hocktoilette in einem klimatisierten Reisezugwagen

Unabhängig von der Wagenklasse haben die Reisezugwagen in der Regel vier Toiletten – drei davon sind Hocktoiletten, eine ist eine Sitztoilette.
In den fahrenden Zügen verkaufen fliegende Händler in den nicht klimatisierten Wagenklassen Getränke, Esswaren, Spielzeug und Kosmetikartikel, ebenso werden bei Halten Waren vom Bahnsteig durch die offenen Fenster der Wagen angeboten. Die Händler haben in der Regel keinen Zutritt zu den klimatisierten Wagenklassen und können die Waren wegen der festen Fenster in den klimatisierten Wagen auch nicht vom Bahnsteig aus anbieten.

#### Zuggattungen
Wie bei den Wagenklassen kennt Indian Railways auch bei den Zuggattungen des Personen-Fernverkehrs eine große Vielfalt. Nach Häufigkeit der Zwischenhalte wird zwischen den Kategorien Superfast, Express, Mail und Passenger unterschieden, wobei nicht alle Züge mit dem Wort Express im Namen zur Express-Kategorie gehören.

##### Superfast-Züge

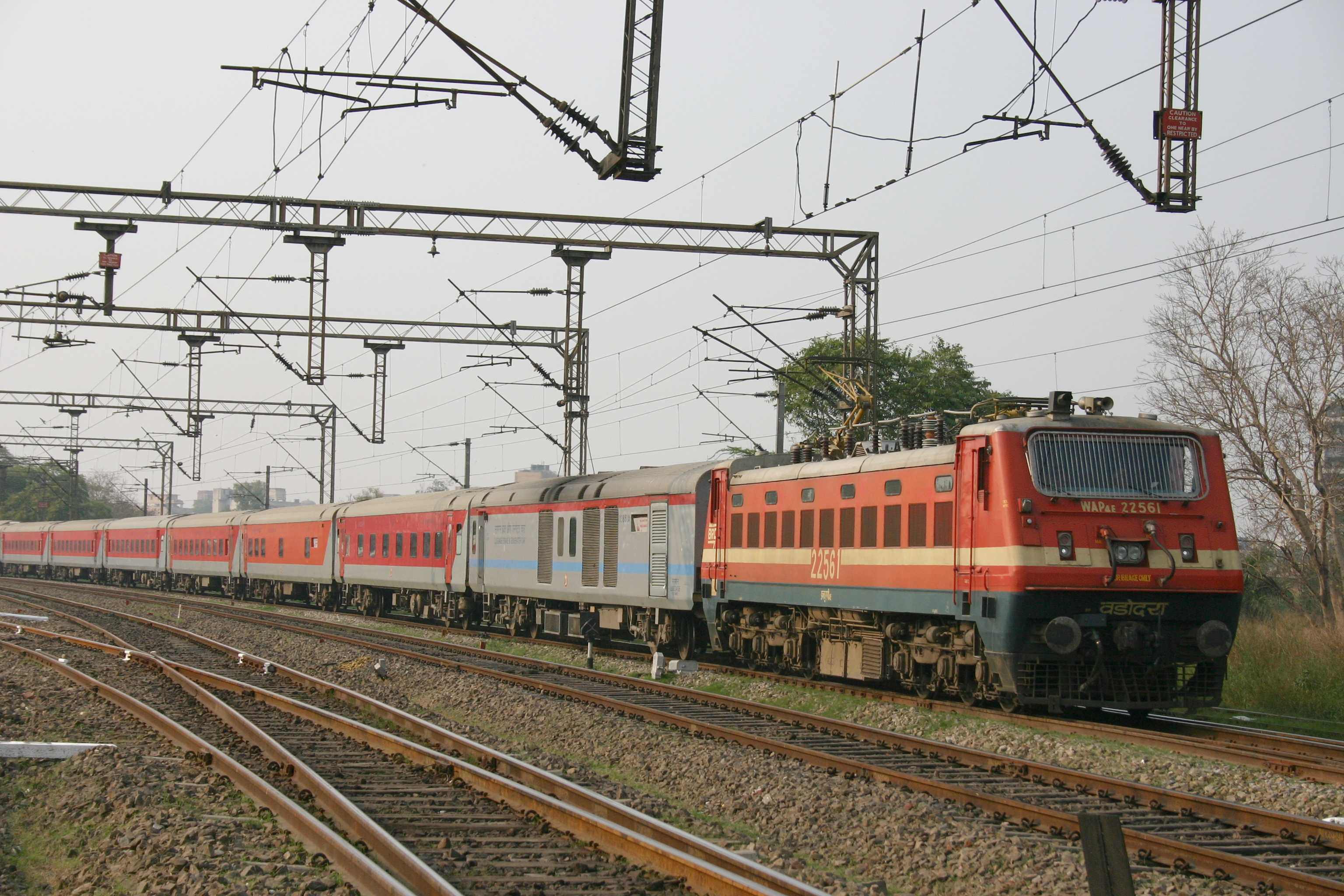
Rajdhani Express mit LHB-Wagen

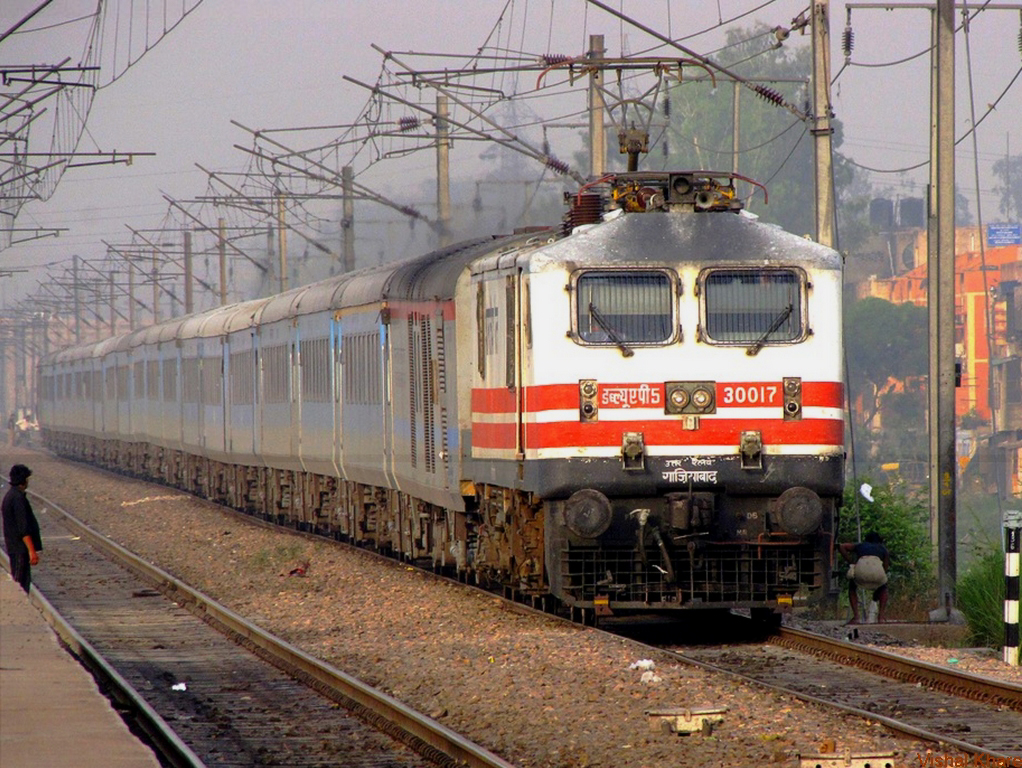
Lucknow Shatabdi Express mit LHB-Wagen

Züge in dieser Kategorie machen am wenigsten Zwischenhalte und erreichen somit nach Abzug der Haltezeit an den Zwischenstationen eine durchschnittliche Reisegeschwindigkeit von mindestens 55 km/h. Zu dieser Kategorie gehören:
- Rajdhani Express – die höchstwertigen Reisezüge auf dem Streckennetz von Indian Railways. Sie verbinden die Hauptstädte der verschiedenen Bundesstaaten mit der Landeshauptstadt New-Delhi und führen ausschließlich die Wagenklassen 1A, 2A und 3A. Im Fahrpreis sind die Mahlzeiten inbegriffen. Die Züge haben Vorfahrt gegenüber allen anderen Zügen und erreichen eine Höchstgeschwindigkeit von 160 km/h. Die Farbgebung ist rot mit einem beigen Fensterband bei den älteren Wagen, die neueren LHB-Wagen sind rot mit einem silbrigen Band unterhalb der Fenster.[48]
- Shatabdi Express – sind hochwertige Tageszüge mit einer Reisezeit nicht länger als acht Stunden. Mit einer Höchstgeschwindigkeit von 160 km/h sind es die schnellsten Züge auf dem indischen Streckennetz. Sie führen nur Sitzwagen in den Klassen 1A und CC. Die Swarna-Shatabdi-Züge bieten gegenüber den Shatabdi-Zügen einen höheren Komfort zu einem höheren Preis. Die Farbgebung ist blau mit einem beigen Fensterband bei den älteren Wagen, die neueren Wagen nach Zeichnungen von LHB sind blau mit einem silbrigen Band unterhalb der Fenster.[48]
- Duronto Express – sind hochwertige Nachtschnellzüge, die den Abgangs- und Zielbahnhof ohne kommerziellen Zwischenhalt bedienen. Die Züge halten auf Zwischenstationen nur um das Personal auszutauschen und Verpflegung an Bord zu nehmen. Mit einer Höchstgeschwindigkeit von 140 km/h erreichen die Züge wegen der fehlenden Zwischenhalte das Ziel schneller als die Rajdhani-Express-Züge. Die Farbgebung der Wagen sind Gemälde in gelber und grüner Farbe, die angeblich von der indischen Politikerin Mamata Banerjee stammen sollen. Die Bezeichnung Duronto stammt aus der Bengalische Sprache und bedeutet „ruhelos“.[48]
- Yuva Express – sind preisgünstige vollständig klimatisierte Züge, die vor allem junge Reisende ansprechen sollen. In den Zügen sind 60 % der Plätze für Studenten und Reisende mit niedrigem Einkommen im Alter zwischen 18 und 45 Jahren reserviert. Reisende, die Anspruch auf diese Plätze erheben, müssen sowohl bei der Buchung als auch während der Fahrt ein Dokument vorweisen können, das bezüglich Alter oder Einkommen den Anspruch rechtfertigt.
- Premium Train – sind Züge mit einer verkürzten Vorreservierungszeit von 15 Tagen. Die Fahrkarten können nicht storniert werden und es wird deshalb auch keine Reservationswarteliste für diese Züge geführt.
- Double Decker Express – sind Tageszüge mit doppelstöckigen Sitzwagen, der Komfort ist ähnlich dem der Shatabdi-Züge.
- Garib Rath Express – sind kostengünstige Züge, die ausschließlich die Wagenklasse 3E führen. Speisen und Bettzeug sind nicht im Fahrpreis inbegriffen.
- Sampark Kranti Express – sind Züge, die mehrere Städte eines Bundesstaates mit New Delhi verbinden. Außerhalb des Bundesstaates, wo der Zug beginnt oder endet, verkehren die meisten Züge ohne kommerziellen Halt.
- Jan Shatabdi Express – sind preisgünstige Tageszüge, die Sitzwagen der Klassen 1A und 2S führen.

##### Andere Zuggattungen

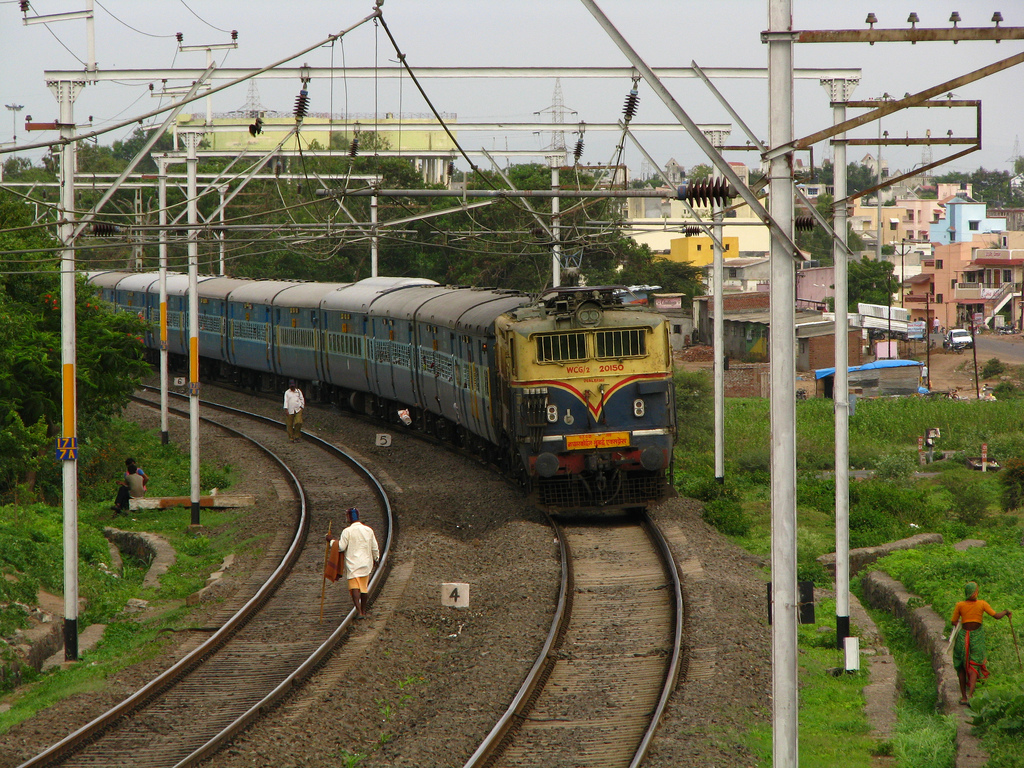
Nagercoil Express unterwegs zwischen Mumbai und Tamil Nadu. Die Fußgänger im Gleis sind in Indien normal

- Swarna Jayanti Express – sind wöchentlich verkehrende Nachtschnellzüge, die verschiedene Städte mit New Delhi verbinden.
- Intercity Express – sind Tagesschnellzüge, die viele Wagen der Klasse UR und einige Wagen der Klasse 2S führen.
- Janata Express – sind Fernverkehrszüge, die jeden Bahnhof entlang der Strecke bedienen. Die Züge führen eine große Anzahl Wagen der Klasse UR, die höchste Klasse ist 3A, das Rollmaterial ist in der Regel sehr alt. Diese Züge haben wegen ihres langen Reiseweges und der tiefen Priorität gegenüber anderen Züge meist sehr viel Verspätung – sechs bis acht Stunden sind keine Seltenheit.
- Express – allgemeiner Fernverkehrszug mit einer durchschnittlichen Reisegeschwindigkeit unter 55 km/h
- Mail – allgemeiner Fernverkehrszug mit mehr Zwischenhalten als ein Express-Zug[48]

#### Fahrkarten

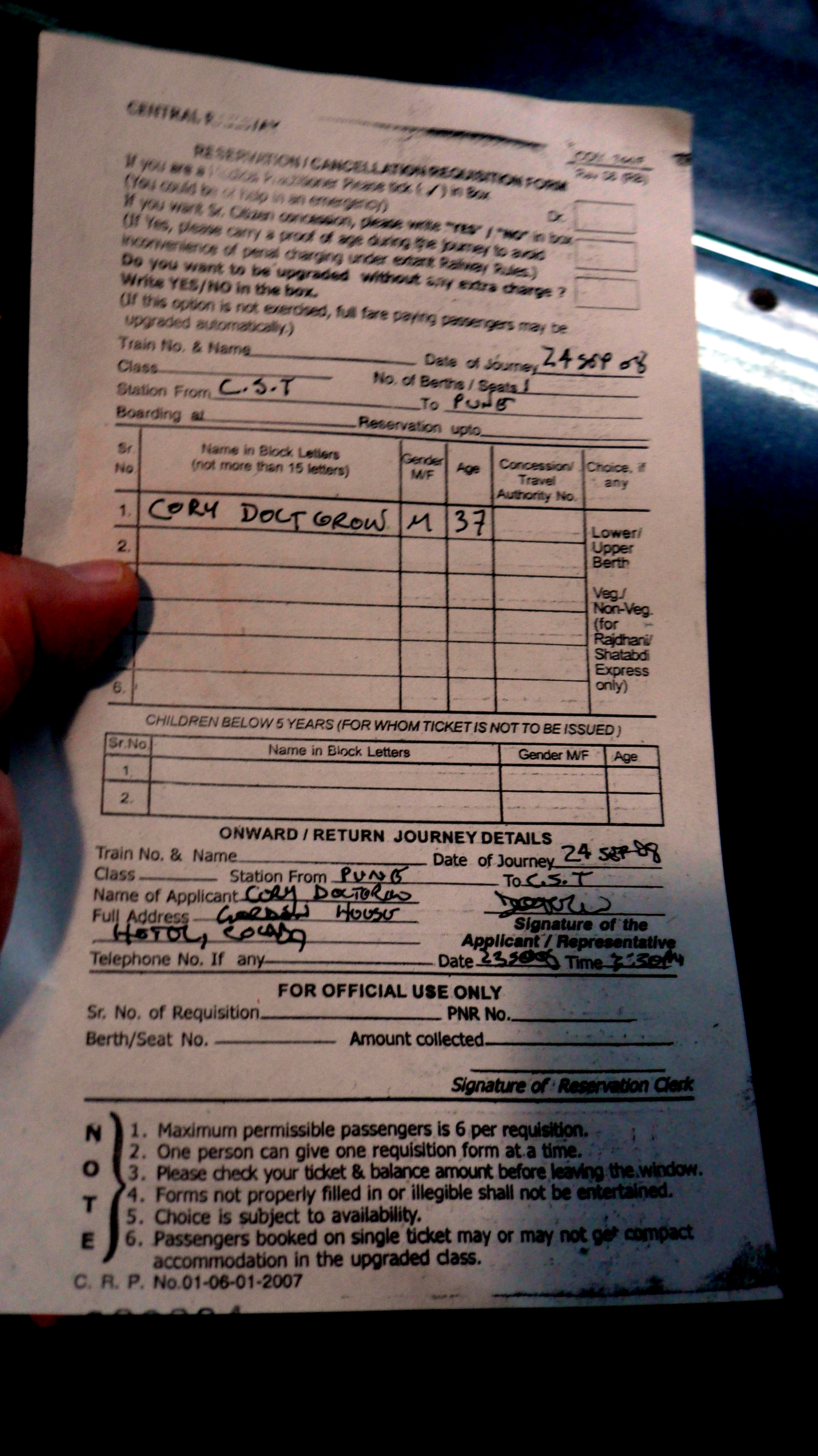
Antragsformular für Fahrkarten

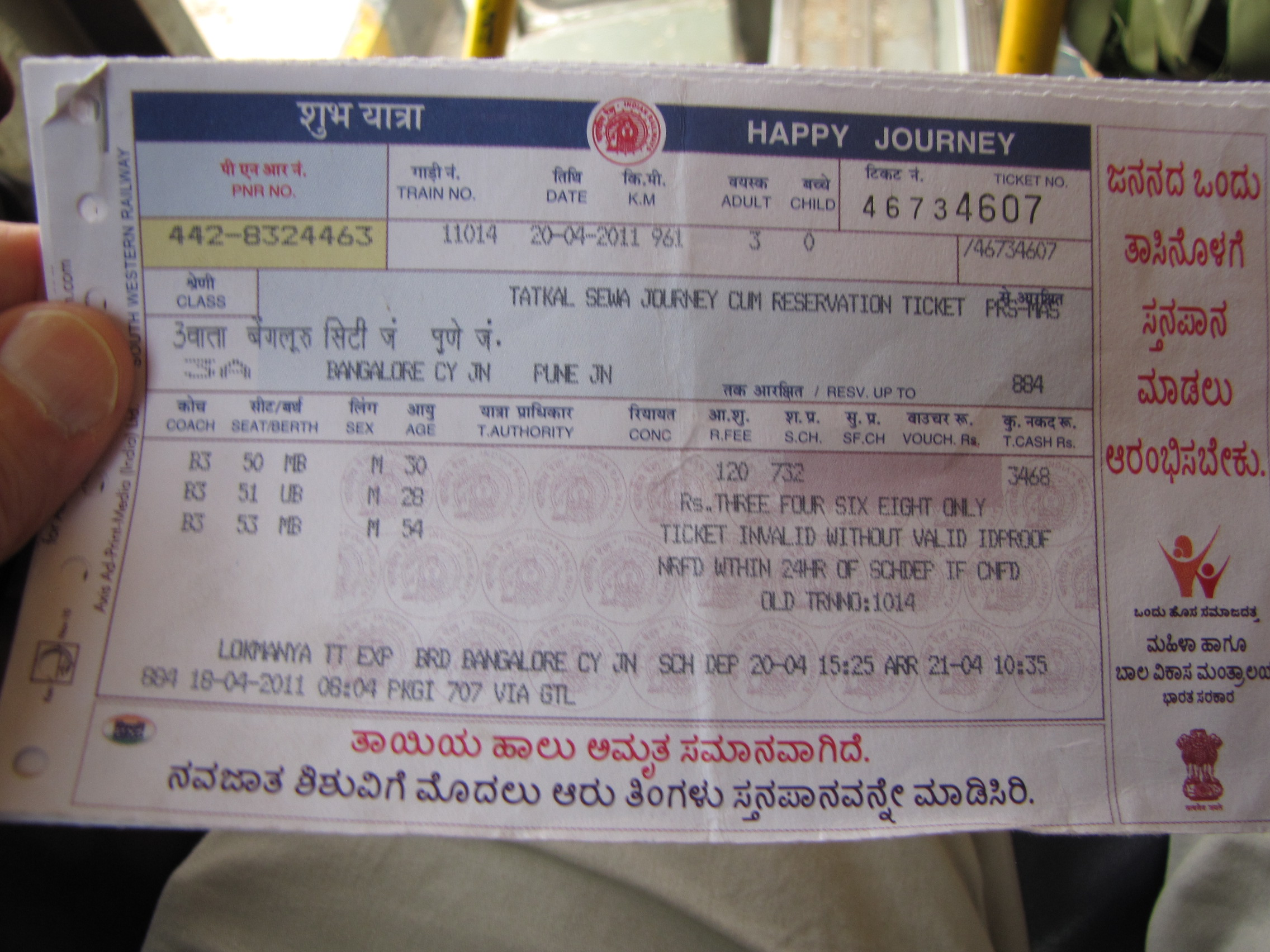
Tatkal-Ticket für drei in der Klasse 3A Reisende

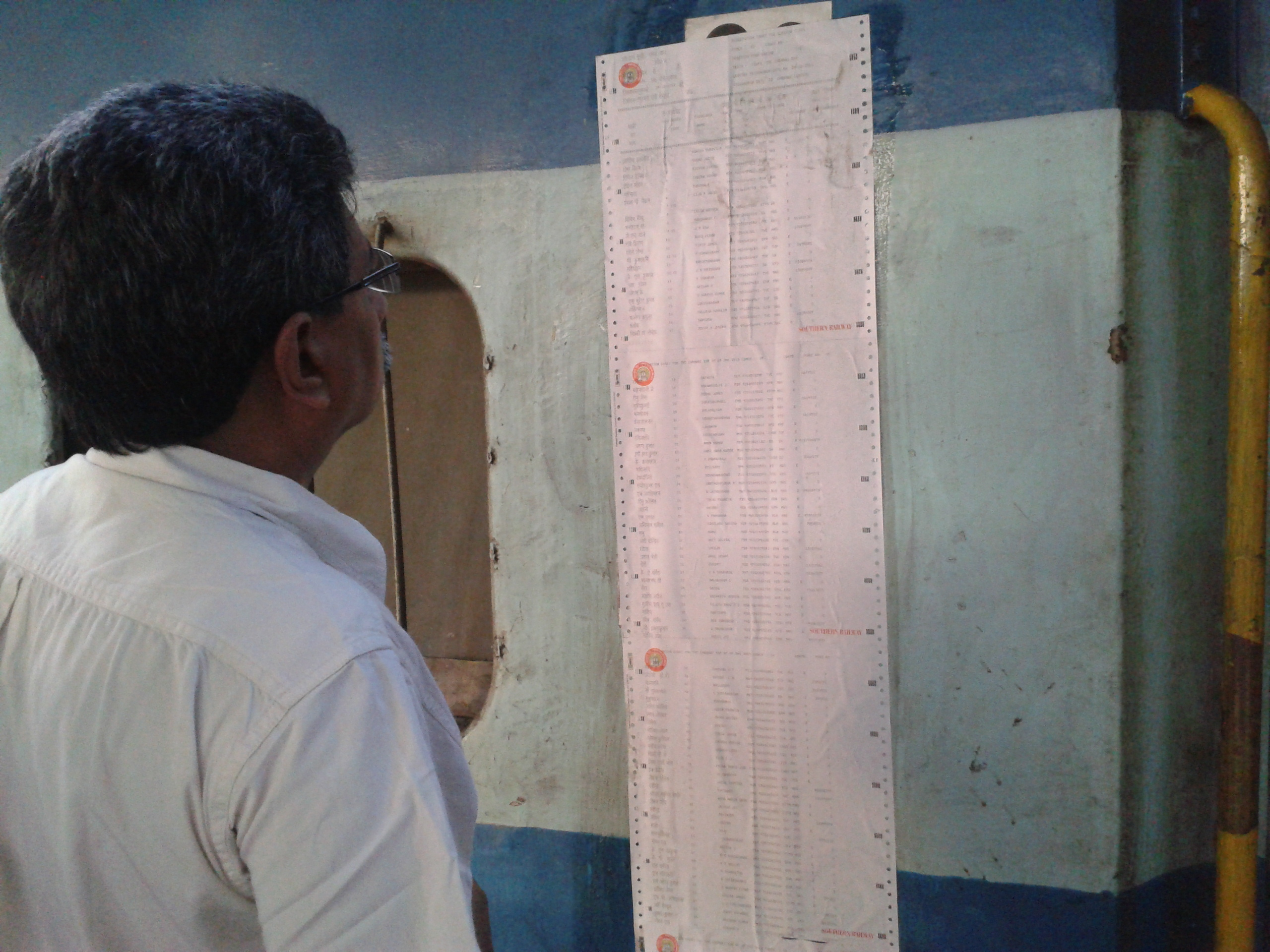
Beim Einstieg angeschlagene Liste mit den Platzreservationen (2013)

Fahrkarten für Fernzüge können frühestens vier Monate (120 Tage) vor Abfahrt des Zuges gebucht werden. Der Zeitraum, in dem Vorausbuchungen möglich sind, wird Advance Reservation Period, abgekürzt ARP, genannt. Die ARP ist für einige Züge kürzer, für ausländische Touristen ein Jahr (360 Tage). Zwischen Mai 2013 und April 2015 war die ARP generell auf zwei Monate beschränkt, um Fahrkarten-Schwarzhändlern das Geschäft zu erschweren. Manche Züge sind kurz nach Freigabe für Buchungen ausgebucht. Kritische Termine sind die indischen Feiertage wie Diwali, Holi oder Durga Puja (letztere vor allem in Kolkata).
Die Buchung der Fahrkarte kann entweder am Schalter in einem Bahnhof oder über das Internet erfolgen. Bei einer Buchung am Schalter muss zuerst ein Antragsformular für die gewünschte Fahrkarte ausgefüllt werden. Der Fahrkartenverkäufer nimmt dann die Buchung über die – ab 1985 eingeführten – computergestützten Reservierungssysteme vor, wobei das Computerised Passenger Reservation System, abgekürzt PRS, für Platzreservierungen verwendet wird und das Computerised Unreserved Ticketing System, abgekürzt UTS für Fahrkarten in der UR-Klasse.
Es gibt die folgenden Arten von Fahrkarten:
- PRS-Ticket – an einem Schalter ausgestellte Fahrkarte mit Platzreservierung
- UTS-Ticket – an einem Schalter ausgestellte Fahrkarte ohne Platzreservierung

- I-Ticket – ein über die IRCTC-Webseite gebuchte Fahrkarte, die dem Reisenden per Kurierdienst zugestellt wird
- E-Ticket – eine über die IRCTC-Webseite gebuchte Fahrkarte zum Selberdrucken
- Tatkal-Ticket – eine für kurzfristig geplante Reisen bestimmte Fahrkarte, die erst am Tag vor dem Reisetag ab 10 Uhr morgens gegen einen Zuschlag erstanden werden kann
- Premium-Tatkal-Ticket – ein Tatkal-Ticket, das mit zunehmender Anzahl Buchungen teurer wird

##### Quoten
Die gesamte Anzahl buchbarer Plätze in einem Zug ist in Kontingente aufgeteilt, die einerseits nur bestimmten Reservierungsstellen, andererseits nur bestimmten Personengruppen zugänglich sind. Ist das bei Indian Railways als Quote bezeichnete Kontingent ausgeschöpft, wird der Reisende auf eine Warteliste gesetzt. Indian Railways kennt 19 Quoten. Es sind nur die Quoten GN, LD, CK (wovon PT ein Teil ist) und PH online buchbar.
| Quote                                                 | Code | Beschreibung |
| ----------------------------------------------------- | ---- | --- |
| General Quota                                         | GN   | Plätze, die nur von Buchungsstellen in der Nähe der Abgangsstation des Zuges gebucht werden können                                   |
| Ladies Quota                                          | LD   | für Frauen vorgehaltene Plätze (sechs Liegeplätze pro Schlafwagen)                                                                   |
| Head Office Quota                                     | HO   | für Manager von Indian Railways vorgehaltene Plätze                                                                                  |
| Defence Quota                                         | DF   | für Angehörige der Indischen Streitkräfte vorgehaltene Plätze                                                                        |
| Parliament house Quota                                | PH   | für Angehörige des Indischen Parlamentes vorgehaltene Plätze                                                                         |
| Foreign Tourist Quota                                 | FT   | für ausländische Touristen vorgehaltene Plätze                                                                                       |
| Duty Pass Quota                                       | DP   | für Eisenbahner auf Passagierfahrt reservierte Plätze                                                                                |
| Tatkal Quota                                          | CK   | für Reisende mit Tatkal-Ticket vorgehaltene Plätze                                                                                   |
| Premium Tatkal Quota                                  | PT   | für Reisende mit Premium-Tatkal-Ticket vorgehaltene Plätze                                                                           |
| Female(above 45 Year)/Senior Citizen/Travelling alone | SS   | für einzelreisende Frauen über 45 Jahre und einzelreisende Senioren vorgehaltene Plätze (zwei untere Liegeplätze pro Schlafwagen)    |
| Physically Handicapped Quota                          | HP   | für Behinderte vorgehaltene Sitzplätze (zwei untere Liegeplätze pro Schlafwagen)                                                     |
| Railway Employee Staff on Duty for the train          | RE   | für Eisenbahner, die auf dem Zug arbeiten, vorgehaltene Plätze                                                                       |
| General Quota Road Side                               | GNRS | für Buchungen von Bahnhöfen entlang der Strecke, welche nicht an das PRS angeschlossenen sind                                        |
| Out Station                                           | OS   | für Buchungen von Buchungsstellen entlang der Strecke, die sich nicht in Bahnhöfen befinden und nicht an das PRS angeschlossen sind  |
| Pooled Quota                                          | PQ   | für Buchungen, die nur über einen Teil des Laufweges des Zuges führen, vorgehaltene Plätze                                           |
| Reservation Against Cancellation                      | RC   | für Reisende mit RAC-Ticket vorgehaltene Plätze, wobei ein Schlafplatz als zwei Sitzplätze genutzt wird                              |
| Road Side                                             | RS   | für Reisen vom Abgangsbahnhof zu einem Unterwegsbahnhof vorgehaltene Plätze                                                          |
| Yuva                                                  | YU   | für Studenten und Reisende mit tiefem Einkommen im Alter zwischen 18 und 45 Jahren vorgehaltene Plätze                               |
| Lower Berth                                           | LB   | für Reisende, die zur Quoten SS Zugang haben und für schwangere Frauen vorgehaltene Plätze (zwei untere Liegeplätze pro Schlafwagen) |

##### Buchung
Für die eigentliche Buchung (wenn man genau weiß, welche Klasse in welchem Zug man buchen möchte) gibt es unter anderem diese Buchungsdienste:
- IRCTC Offizielle Buchungsseite der Staatsbahn (nicht benutzerfreundlich)
- Cleartrip.com Privater, aber funktionierender Buchungsdienst für indische Züge (einzige Möglichkeit, Tickets mit internationaler MasterCard / Visacard zu bezahlen)
- MakeMyTrip.com Ein weiterer privater, funktionierender Buchungsdienst
- Touristen steht der Indrail Pass für Fahrten auf dem gesamten Netz der Indian Railways zur Verfügung. Dieser bringt allerdings keine Vorteile bei der überaus wichtigen Reservierung von Plätzen in den häufig Monate im Voraus ausgebuchten Zügen.
- Alternativ können, wenn man schon in Indien ist, Fahrkarten auch direkt am Bahnhofsschalter gekauft werden. Der Vorgang ist aber etwas bürokratisch. Dort muss man dem Fahrkartenverkäufer ein Antragsformular für seine Wunsch-Fahrkarte vorlegen.

##### Buchungsstatus und Gültigkeit
In jedem Fall wird eine Fahrkarte erst mit dem Buchungsstatus „Confirmed“ und einer festen Wagen- und Platznummer tatsächlich gültig. Nur in der „AC First Class“ werden die Platznummern erst am Abreisetag am Bahnhof durch Aushänge bekannt gegeben. Die am PC ausgedruckte Internet-Fahrkarte kann man zusammen mit einem Lichtbildausweis dem Schaffner zeigen, der die Buchungsnummer und die Namen mit seiner Fahrgastliste abgleicht. Weitere Dokumente sind nicht notwendig, auch wenn man am Bahnhof von Schleppern manchmal anderes hört.
Beim Status „RAC“ (Reservation against Cancellation) hat man zwar Anspruch darauf, mitfahren zu dürfen – aber nicht auf einen Sitz- bzw. Liegeplatz, was bei Nachtfahrten sehr unbequem werden kann. „WL“ (Wait-List)-Fahrkarten berechtigen nicht zur Mitnahme und werden, falls es Online-Tickets sind, automatisch auf die Kreditkarte des Buchenden zurückerstattet.

#### Essen an Bord

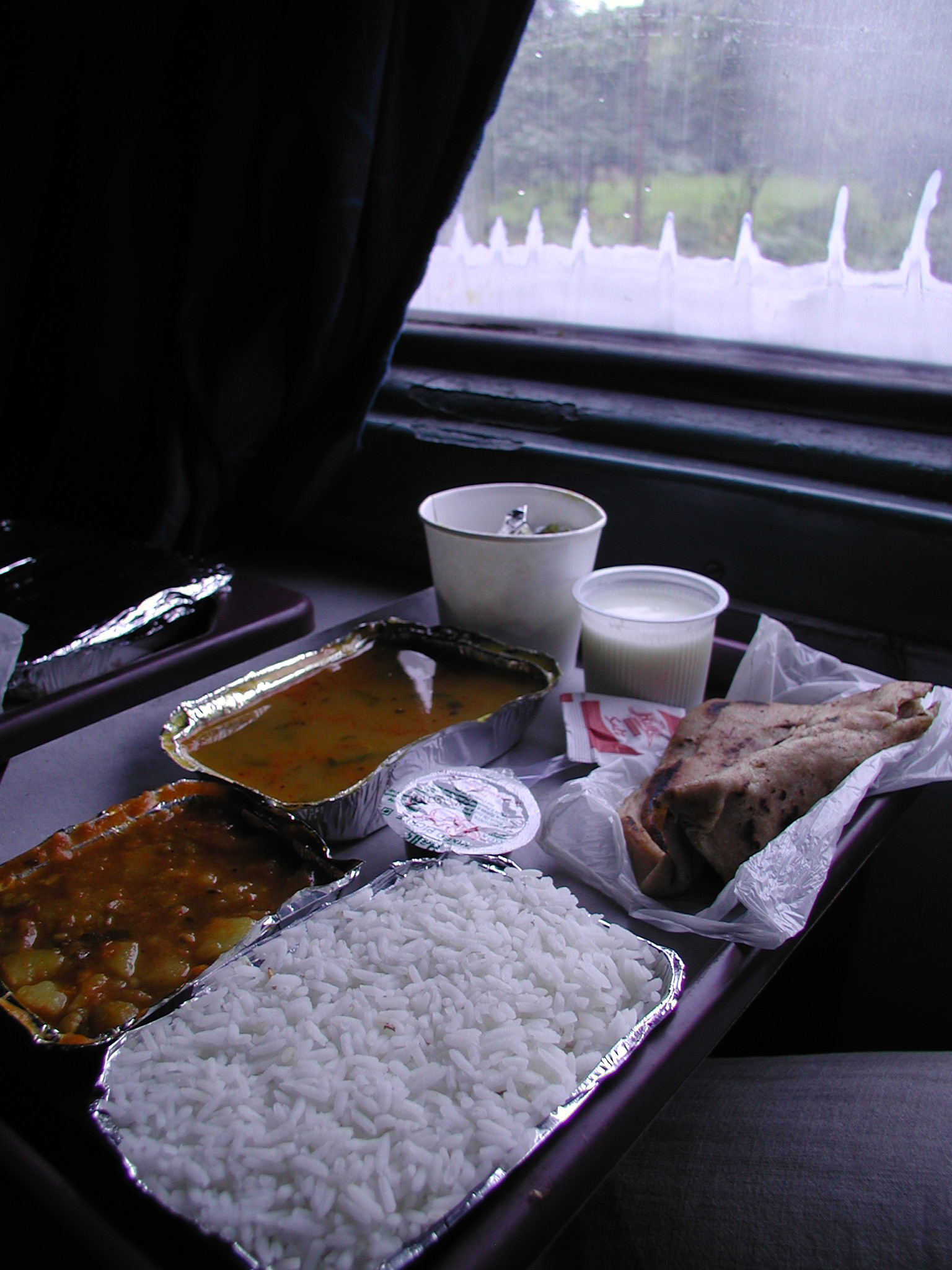
An Bord der indischen Züge serviertes Menü

Im Shatabdi Express und Rajdhani Express ist ein komplettes Menü im Fahrpreis inbegriffen und wird am Platz serviert – von der Menge her mit Flugzeug-Essen vergleichbar.
In anderen Fernzügen wird das Essen vom Zugpersonal am Platz zu niedrigen Preisen verkauft. Typischerweise gehen neben einem Tee- und einem Kaffee-Verkäufer auch Verkäufer durch die Wagen, die frisch zubereitete Speisen verkaufen – unter anderem sind Dosa, Samosa, Idli, Gulab Jamun und Pakora im Angebot. Trinkwasser in Plastikflaschen und Softdrinks werden teils zu niedrigeren Preisen als am Bahnhof verkauft.
In unklimatisierten Wagenklassen kommen auch fliegende Händler und Bauern, die ihr Obst anbieten, in die Wagen.

#### Beispiele

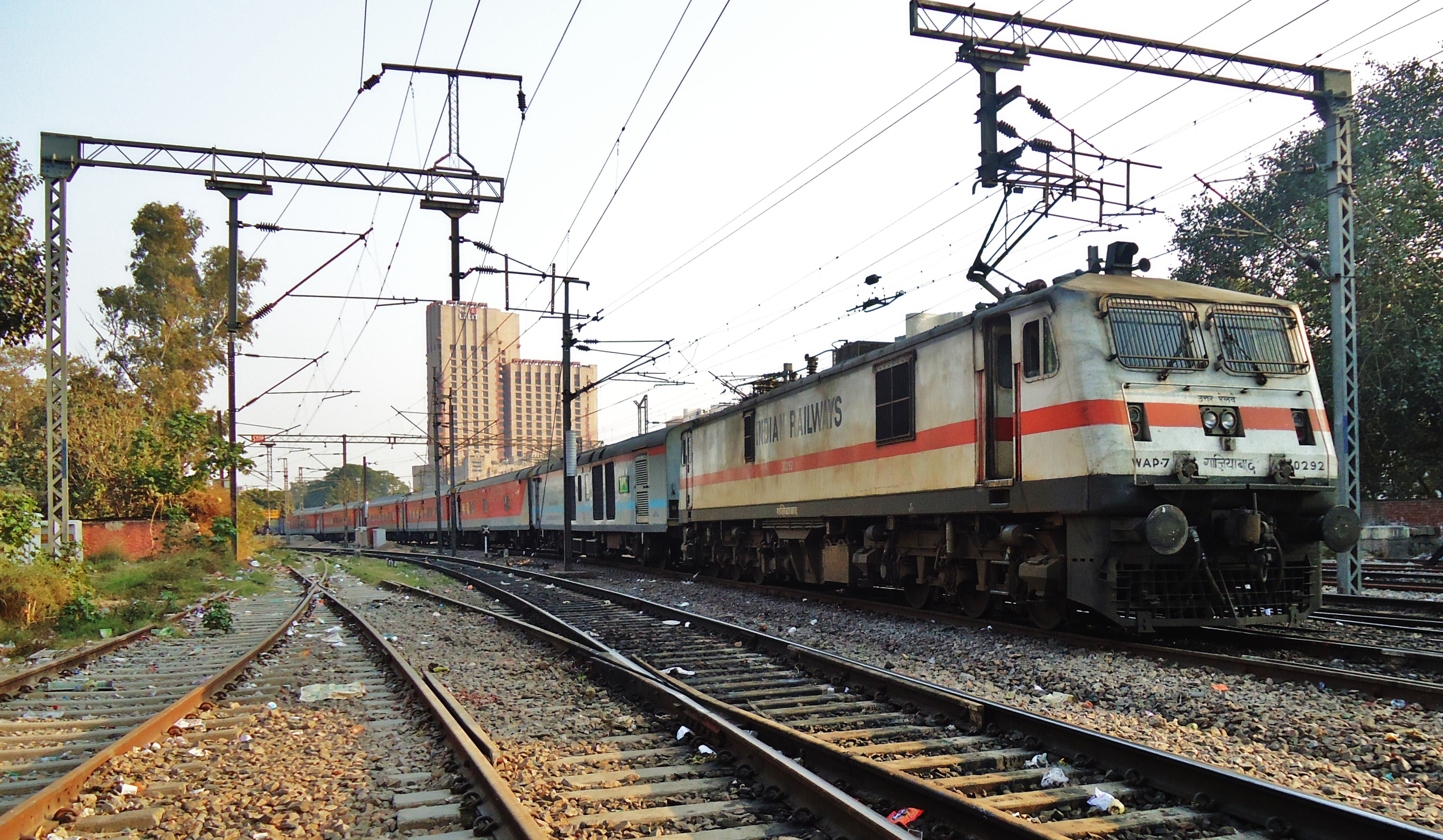
Howrah–New Delhi Rajdhani Express 12301 im Bahnhof New Delhi

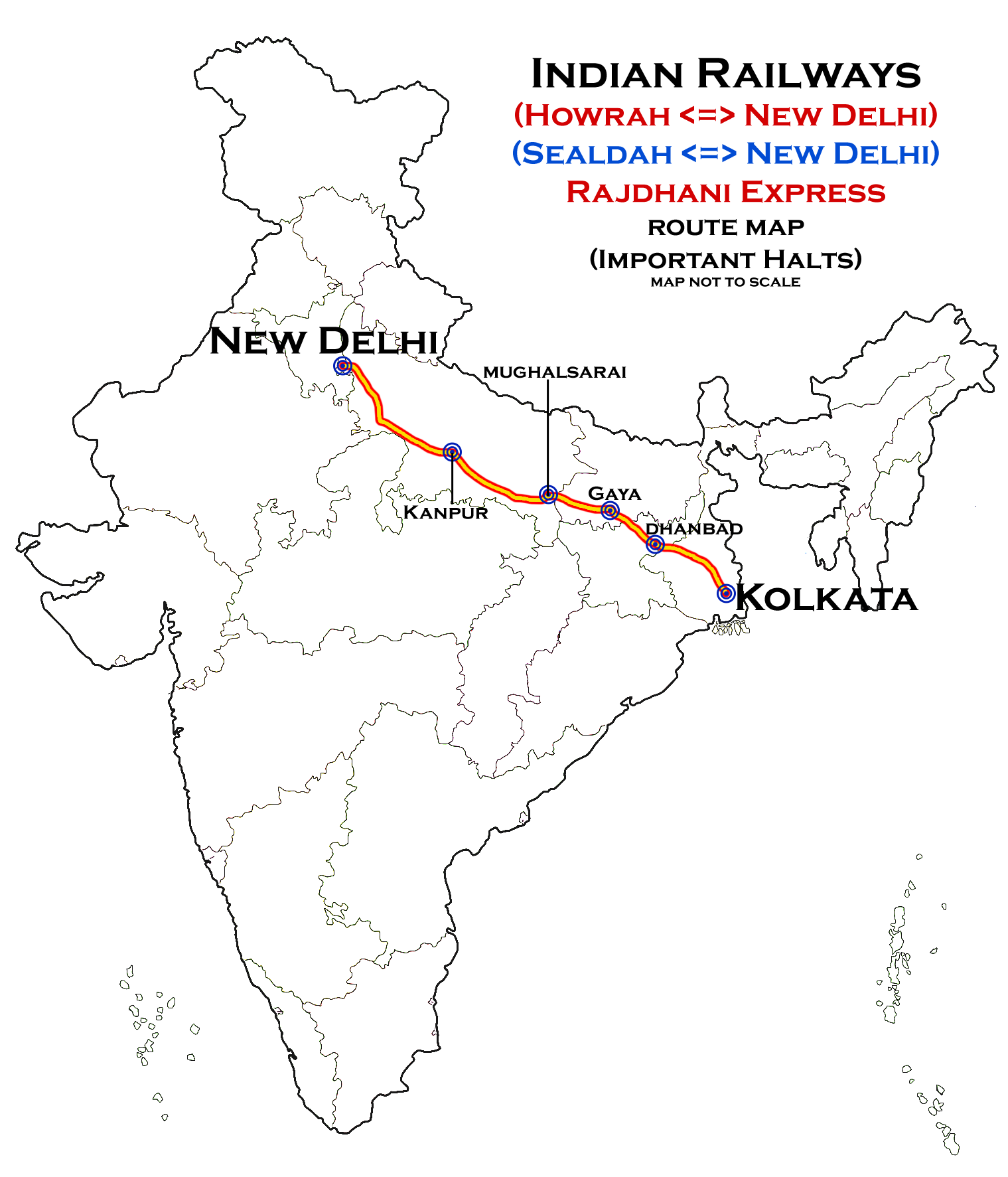
Laufweg der Rajdhani Express zwischen Kolkata und Delhi

Nachfolgend sind als Beispiel zwei Fernzüge von Indian Railways vorgestellt. Das erste ist der Howrah–New Delhi Rajdhani Express, eines der Flaggschiffe von Indian Railways, das andere der Nagercoil Express als Beispiel eines durchschnittlichen Schnellzuges. Beide Züge sind Nachtzüge.

##### Howrah–New Delhi Rajdhani Express
Der Howrah–New Delhi Rajdhani Express verkehrt täglich zwischen den Metropolen Kolkata und New Delhi. An den Werktagen verkehrt der Zug über Gaya, sonntags verkehrt er über Patna. Normalerweise verlässte der Zug kurz vor 17 Uhr den Abgangsbahnhof „Howrah Junction Railway Station“, der von Kolkata über die Howrah Bridge erreicht wird. Am Sonntag verlässt der Zug wegen der drei Stunden längeren Fahrt den Bahnhof bereits um 14 Uhr. Am folgenden Tag erreicht der Zug nach 17- respektive 20-stündiger Fahrt den Bahnhof in New Delhi, wo er nach sechs Zwischenhalten und ungefähr 1500 Kilometer Fahrt um 10 Uhr eintreffen sollte. Der Zug hat etwa an der Hälfte der Tage weniger als eine Viertelstunde Verspätung, kann aber auch bis zu knapp drei Stunden Verspätung haben. Eine Elektrolokomotive der Eastern Railway zieht den aus zwanzig LHB-Wagen bestehenden Zug, der eine Höchstgeschwindigkeit von 130 km/h erreicht. Die Hälfte des Zuges ist der Klasse 3A vorbehalten, die höchste Wagenklasse im Rajdhani Express ist 1A. Die Wagen sind wie folgt gereiht:
- Lokomotive WAP-7
- Generatorwagen
- Küchenwagen
- neun Wagen der Klasse 3A
- fünf Wagen der Klasse 2A
- Küchenwagen
- zwei Wagen der Klasse 1A
- Generatorwagen

##### Mumbai CST–Nagercoil Express
Der Mumbai CST–Nagercoil Express verkehrt täglich außer Montag zwischen Mumbai und der Südspitze Indiens. Am Donnerstag und am Sonntag nimmt der Zug eine geringfügig längere Route, die in der Nähe von Chennai vorbeiführt, an den anderen Verkehrstagen fährt der Zug über Bengaluru. Der Zug verlässt kurz vor 12 Uhr mittags den Bahnhof Mumbai CST, in dem die meisten Züge nach Zentral- und Südindien abfahren. Nach 39 Stunden Fahrt erreicht der Zug am übernächsten Tag am Morgen um halb vier die Nagercoil Junction. Der Bahnhof liegt an der Stelle, wo die Strecke von Chennai mit der entlang der Westküste führenden Strecke von Mumbai zusammenkommt. Der Zug legt dabei eine Strecke von 1867 Kilometer zurück und hält dabei an 38 Bahnhöfen. Der Zug kann unterwegs bis zu einer Stunde Verspätung haben, trifft aber meist mit weniger als einer Viertelstunde Verspätung am Ziel ein. Eine Diesellokomotive der Southern Railway zieht den aus 21 von der Integral Coach Factory gebauten Wagen gebildete Zug und erreicht dabei eine Höchstgeschwindigkeit von 80 km/h. Der Hälfte des Zuges ist der Klasse 2S vorbehalten, die höchste im Zug angebotene Klasse ist 2A. Die Wagen sind wie folgt gereiht:
- Lokomotive WDM-3A oder WDG-4D
- Halbgepäckwagen mit Abteil der Klasse 2S und Zugführerabteil
- zwei Wagen der Klasse UR
- fünf Wagen der Klasse 2S
- Küchenwagen
- sechs Wagen der Klasse 2S
- ein Wagen der Klasse 2A
- zwei Wagen der Klasse 3A
- zwei Wagen der Klasse UR
- Halbgepäckwagen mit Abteil der Klasse 2S und Zugführerabteil

## Güterverkehr

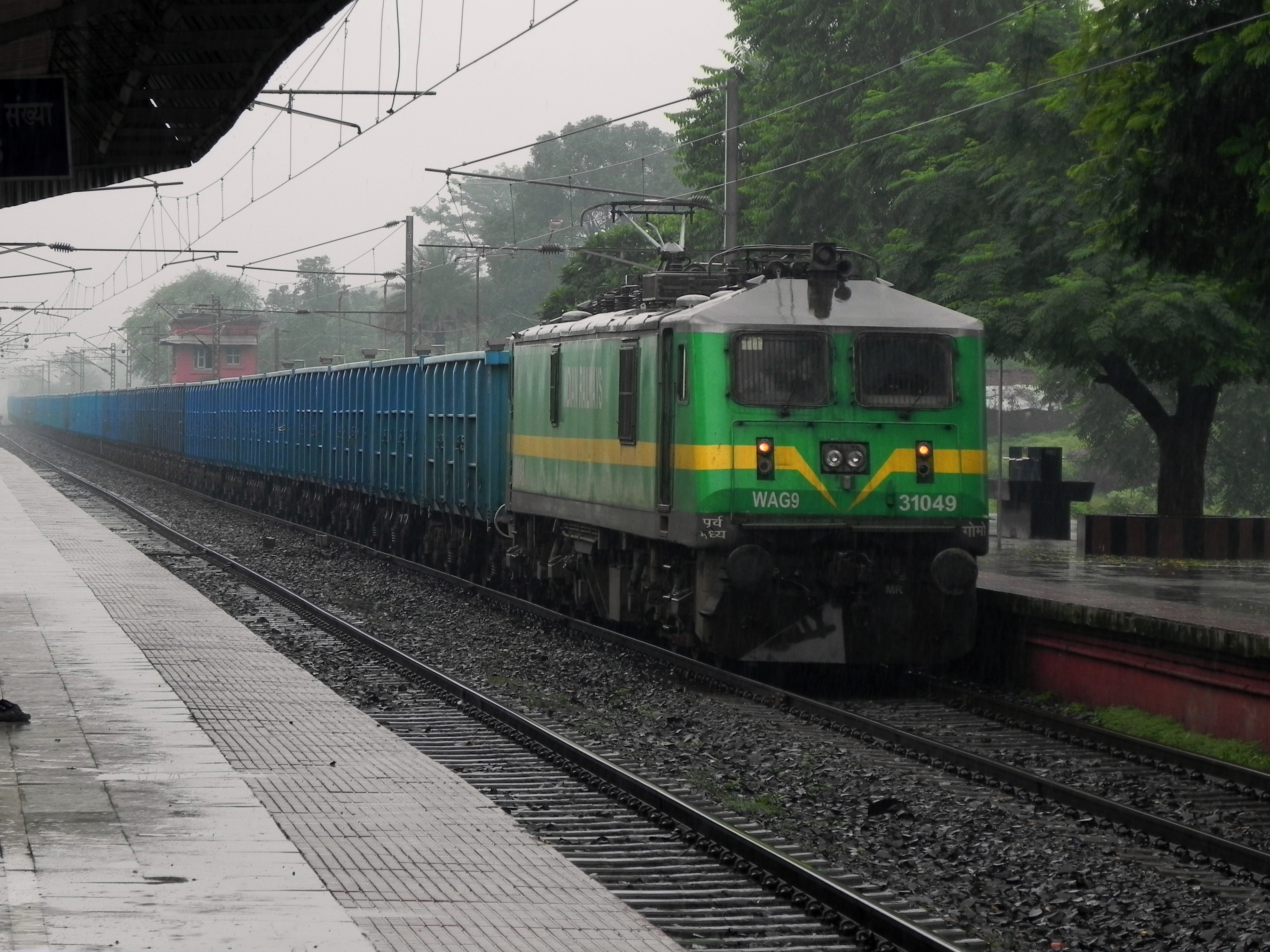
Güterzug mit Elektrolok WAG-9

Indian Railways beförderte im Berichtszeitraum 2019/2020 ca. 1,08 Milliarden Tonnen Fracht, wobei die Bahn eine Beförderungsleistung von ca. 708 Milliarden Netto-Tonnenkilometer erbrachte. Indian Railways hatte 2011 beim Güterverkehr einen Anteil von 36 % am gesamten Modal Split, mit 50 % entfiel der größte Teil auf den Straßenverkehr, 6 % entfiel auf die Schifffahrt.

## UNESCO-Weltkulturerbe
Neben den Hauptstrecken betreibt die Indische Staatsbahn auch einige Schmalspurbahnen. Drei Strecken wurden von der UNESCO zum Weltkulturerbe erklärt. Zu den Gebirgseisenbahnen in Indien im UNESCO-Weltkulturerbe gehören die Darjeeling Himalayan Railway, die Kalka-Shimla Railway sowie die Nilgiri Mountain Railway.
Der Betrieb auf diesen Strecken, auf denen unter anderem auch noch Dampfzüge verkehren, hat sich seit dem Bau der Strecken nicht wesentlich verändert – der Regelbetrieb ging quasi fließend in den Museumsbetrieb über.

## Unfälle
Nach der offiziellen Statistik der indischen Eisenbahnen kam es in den Jahren 2002 bis 2010 jährlich durchschnittlich zu 3500 unfallbedingten Todesfällen. Die Dunkelziffer liegt sicher deutlich höher, da nicht jeder Todesfall statistisch zentral erfasst wird. Einer Regierungsstudie zufolge sterben in Indien jährlich etwa 15.000 Menschen beim Überqueren der Gleise und weitere 15.000, weil sie von den Dächern von Zügen fallen oder mit Masten kollidieren.
Zum Vergleich: die Deutsche Bahn hatte bei ca. 1,3 Milliarden beförderten Personen im Jahr 2008 180 Todesfälle registriert, von denen etwa 80 % auf die unbefugte Benutzung von Bahnübergängen, Aufenthalt auf den Gleisen etc. zurückzuführen waren.
Bei der Anzahl an Eisenbahnunfällen ist Indian Railways mit dem europäischen Durchschnitt vergleichbar. Im Jahr 2012 ereigneten sich in Indien 194 Eisenbahnunfälle, was 0,2 Unfälle pro gefahrene Million Zugkilometer ergibt. Diese Zahl liegt hinter Deutschland (0,13) und den Niederlanden (0,17), aber vor Schweden (0,23).
Der schwerste Unfall in der Geschichte von Indian Railways war der Eisenbahnunfall von Mansi, der sich am 6. Juni 1981 ereignete: Sieben von neun Wagen eines Fernzuges fielen in der Nähe der Station Mansi im Distrikt Khagaria, Bihar, von einer Brücke in den Bagmati. Die Zahl der Todesopfer wird zwischen 500 und 800 geschätzt.
Eines der schwersten Zugunglücke der vergangenen Jahrzehnte ereignete sich am Freitag, den 2. Juni 2023 im Distrikt Baleswar: Am Unfall waren drei Züge beteiligt, Bilder zeigen entgleiste Zugwaggons. Mindestens 270 (Stand: 6. Juni 2023) Menschen starben, hunderte wurden verletzt. Unfallursache war laut Untersuchungen ein fehlerhaftes Signal.